# Aeropuerto Internacional O'Hare
El Aeropuerto Internacional de Chicago-O'Hare (IATA: ORD, OACI: KORD, FAA LID: ORD), (del inglés: O'Hare International Airport), también conocido simplemente como Aeropuerto O'Hare u O'Hare, es uno de los principales aeropuertos ubicado en la esquina noroeste de Chicago, Illinois, Estados Unidos, a 27 kilómetros (17 millas) al noroeste del Centro de Chicago. Es el aeropuerto con más pistas del mundo, ocho. Es el mayor centro de distribución de United Airlines, cuya sede se encuentra en el centro de Chicago, y el segundo mayor centro de distribución de American Airlines, después del Aeropuerto Internacional de Dallas-Fort Worth. Es operado por el Departamento de Aviación de la Ciudad de Chicago, asociado con la autoridad regional.
En 2008, el aeropuerto tuvo 881 566 operaciones de aeronaves, un promedio de 2409 por día (64% comerciales, 33% de taxi aéreo, 3% de aviación general y <1% militares). El Aeropuerto Internacional O'Hare es el segundo aeropuerto en Estados Unidos, por detrás del Aeropuerto Internacional Hartsfield-Jackson con 69,353,654 pasajeros que pasaron por el aeropuerto en el 2008, una variación a partir de 2007 de −8.96%. El O'Hare también tiene una fuerte presencia internacional, con vuelos a más de 60 destinos en el extranjero. El O'Hare ocupó el cuarto lugar en 2005 de los Estados Unidos en cuanto a aeropuertos internacionales tan solo detrás del Aeropuerto Internacional John F. Kennedy de Nueva York, Aeropuerto Internacional de Los Ángeles y el Aeropuerto Internacional de Miami, que atienden a más destinos en el extranjero.
El Aeropuerto Internacional O'Hare fue votado como el «Mejor Aeropuerto en América del Norte» por 10 años, por los lectores de la edición norteamericana de la revista Business Traveler (1998-2003) y la revista Global Traveler (2004-2007).
Aunque el O'Hare es el principal aeropuerto de Chicago, el Aeropuerto Internacional Midway, el segundo aeropuerto de la ciudad, se encuentra a 10 kilómetros (6 millas) del Centro de Chicago, el principal distrito financiero y de negocios.

## Terminales

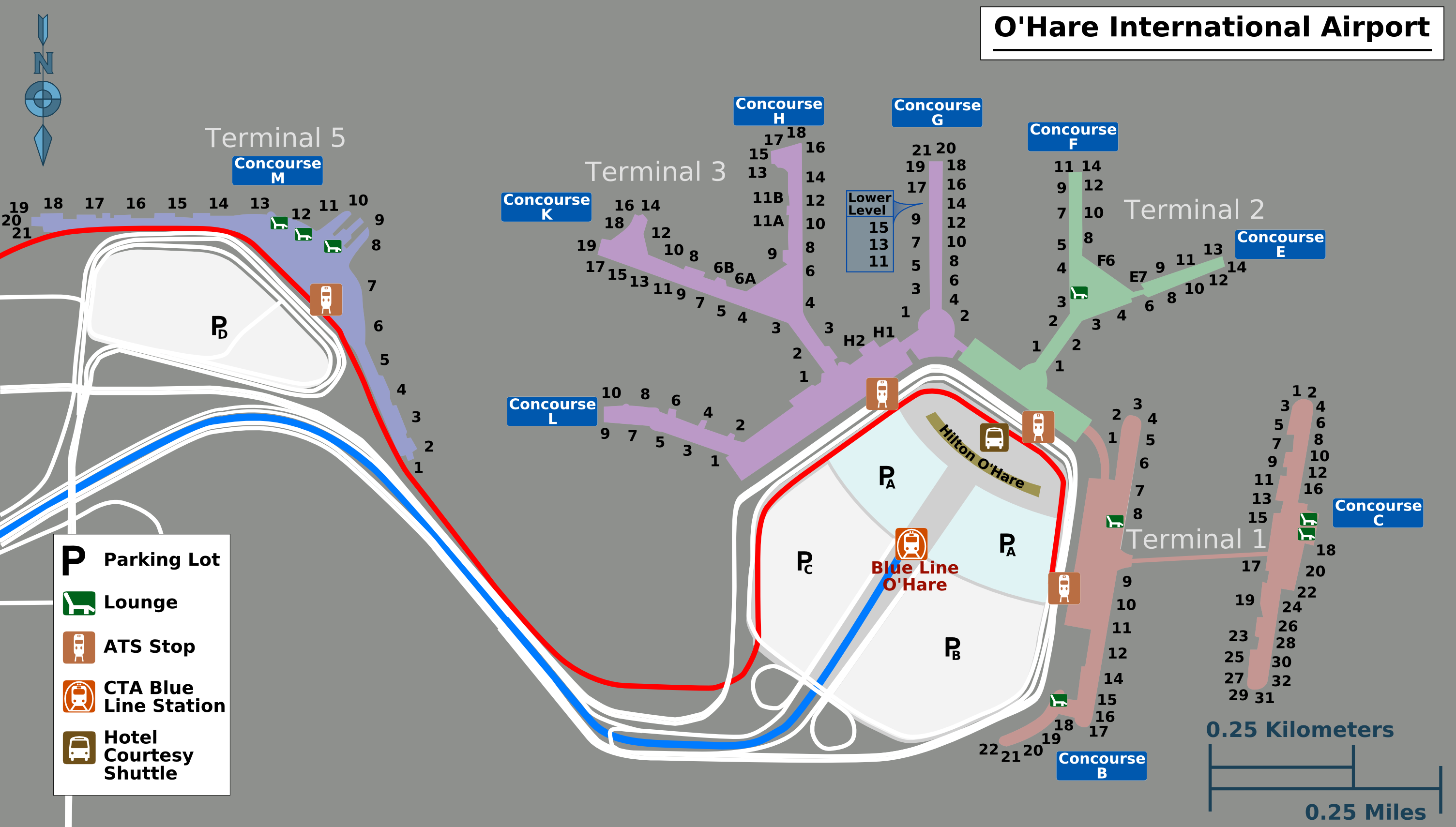
Mapa del Aeropuerto de Chicago O'Hare.

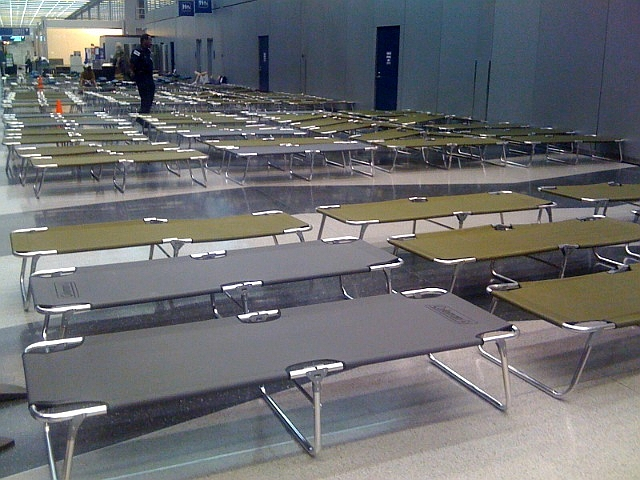
Area segura para pasar la noche.

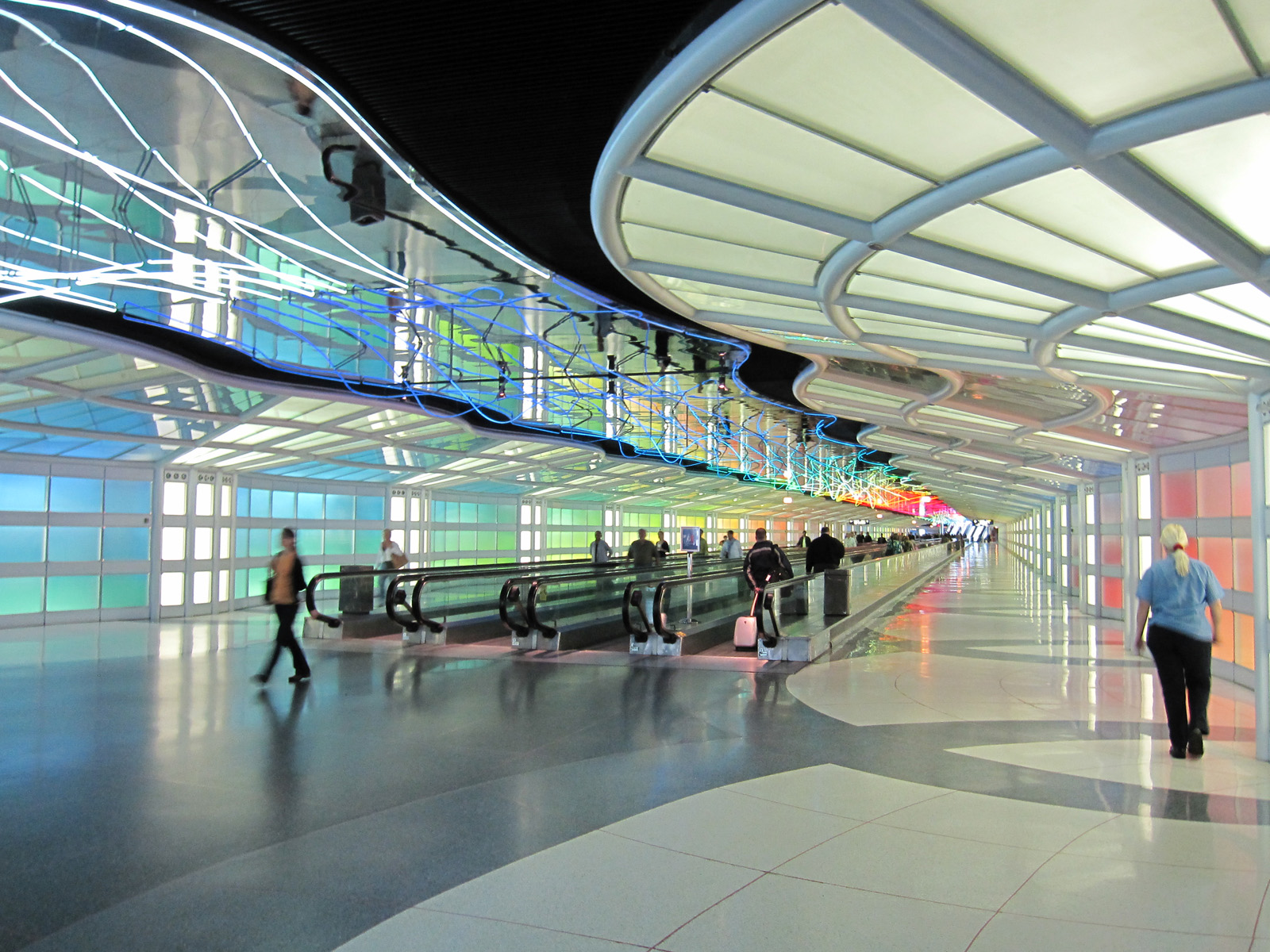
Una pasarela peatonal subterránea conecta la Sala B con la Sala C, iluminado por un espectáculo de luces de neón.

O'Hare tiene cuatro terminales de pasajeros numeradas con nueve salas con letras y un total de 182 puertas. Se prevén dos o más edificios de terminales adicionales; existe la posibilidad de un complejo terminal grande para el lado oeste del campo, con acceso desde I-90 y/o la autopista Elgin-O'Hare, si se completa la reconfiguración de la pista y el número de pasajeros requiere terminales adicionales .
Con la excepción de los vuelos desde destinos con predespacho de aduana de los Estados Unidos, todos los vuelos internacionales entrantes llegan a la Terminal 5, ya que las otras terminales no tienen instalaciones de revisión. Varias aerolíneas, como American, Iberia, Lufthansa y United, tienen la salida de sus vuelos internacionales desde las terminales 1 y 3. Este acuerdo requiere que los pasajeros desembarquen en la Terminal 5 y luego las tripulaciones remolquen el avión vacío a otra terminal para abordar. Esto se hace, en parte, para facilitar las conexiones de los pasajeros que pasan de los vuelos nacionales a los vuelos internacionales, ya que mientras que las terminales 1, 2 y 3 permiten las conexiones lado aire, la Terminal 5 está separada de las otras terminales por un conjunto de calles de rodaje que cruzan la carretera de acceso del aeropuerto, que requiere que los pasajeros salgan de la seguridad, aborden el sistema de tránsito del aeropuerto y luego pasen de nuevo seguridad en cualquier dirección.

### Terminal 1

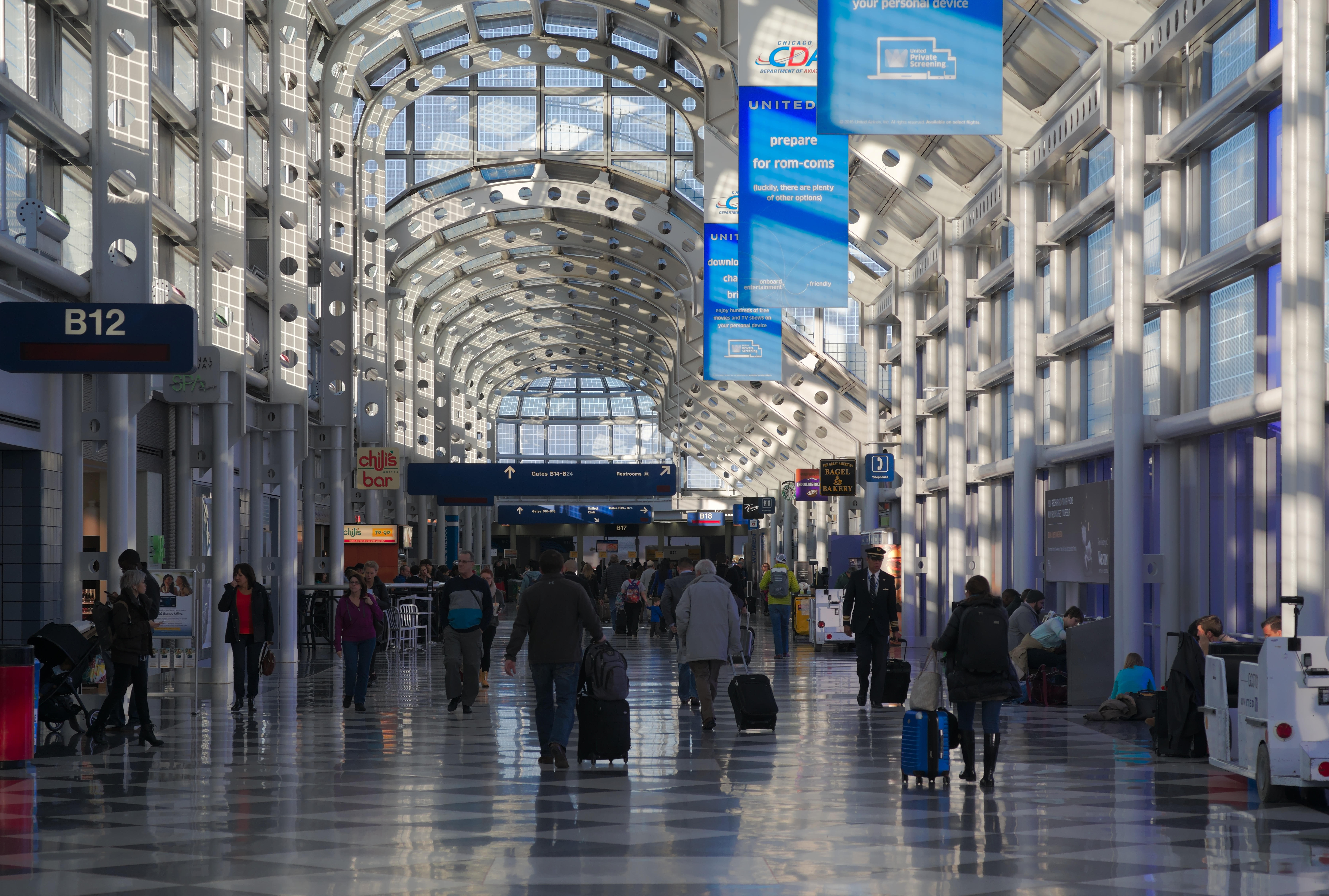
United Airlines Terminal 1, Sala B.

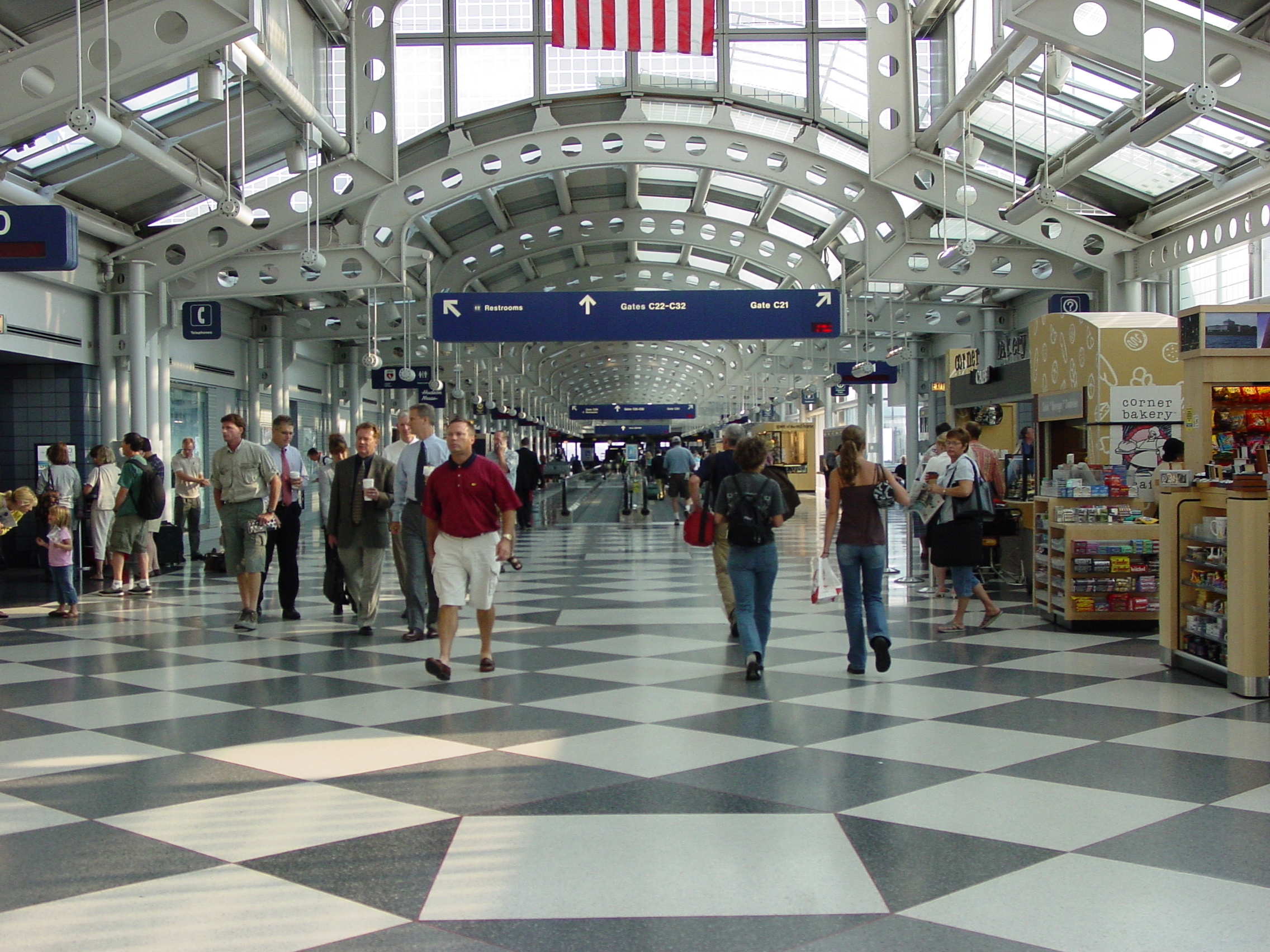
United Airlines Terminal 1, Sala C.

La Terminal 1 se utiliza para los vuelos de United Airlines, incluyendo todos los vuelos principales y algunas operaciones de United Express, así como los vuelos para los socios de Star Alliance Lufthansa y All Nippon Airways. La Terminal 1 tiene 50 puertas en dos salas:
- Sala B: 22 puertas.
- Sala C: 28 puertas.

Las Salas B y C son salas lineales situadas en edificios separados paralelos entre sí. La Sala B está adyacente a la carretera del aeropuerto y alberga áreas de documentación, reclamo de equipaje y revisiones de seguridad en sus puertas terrestres y de aviones en su lado aéreo. La Sala C es una terminal satélite con puertas en todos los lados, en el centro de la rampa está conectada la Sala B a través de un túnel peatonal subterráneo bajo la rampa. El túnel se origina entre las puertas B8 y B9 de la Sala B, y termina en la Sala C entre las puertas C17 y C19. El túnel se ilumina con una instalación de neón titulada Sky's the Limit (1987) del artista canadiense Michael Hayden, que interpreta una versión airosa y muy lenta de «Rhapsody in Blue».
United opera también un servicio de autobús después de la seguridad entre la Sala C (en la puerta C9) en la Terminal 1 y las Salas E y F (en la puerta E4) en la Terminal 2. Funciona con tres United Club en la Terminal 1: uno en la Sala B cerca de la puerta B6, un ubicado cerca de la puerta B16 y otro en la Sala C cerca de la puerta C16. También hay un United First International Lounge y un United Arrivals Suite en la Sala C cerca de la puerta C18.
La Sala B cuenta con una extensión en su extremo norte (puertas B18-B22) comúnmente llamado las «puertas de plátano» debido a la forma curva estrecha de la extensión. La puerta final, B22, se ramifica en tres pasarelas de acceso separados para tres posiciones de estacionamiento de jet regionales.
La Terminal 1 alberga la oficina de Chicago de All Nippon Airways.

### Terminal 2
La Terminal 2 alberga a Air Canada, Delta Air Lines y los vuelos nacionales de Delta Connection, y la mayoría de las operaciones de United Express (la documentación para todos los vuelos de United se realiza en la Terminal 1). La terminal 2 tiene 43 puertas en dos salas.
- Sala E - 17 puertas
- Sala F - 26 puertas

Hay un United Club en la Sala F cerca de la puerta F8, y un Delta Sky Club en la Sala E cerca de la puerta E6. United Continental Holdings, la empresa matriz de United, actualmente está actualizando sus instalaciones en la Terminal 2, incluyendo la construcción de 10 nuevas pasarelas de acceso a aeronaves para los vuelos regionales, la reconfiguración de las salas de espera y la construcción de un United Club que reemplazará el actual. US Airways operó desde la Terminal 2 hasta que trasladó sus operaciones a la Terminal 3 en julio de 2014, para ser ubicada junto con su socio de fusión American Airlines. La documentación para US Airways se mantuvo en la Terminal 2 hasta el 16 de septiembre de 2014, cuando los mostradores de documentación se trasladaron a la Terminal 3.

### Terminal 3

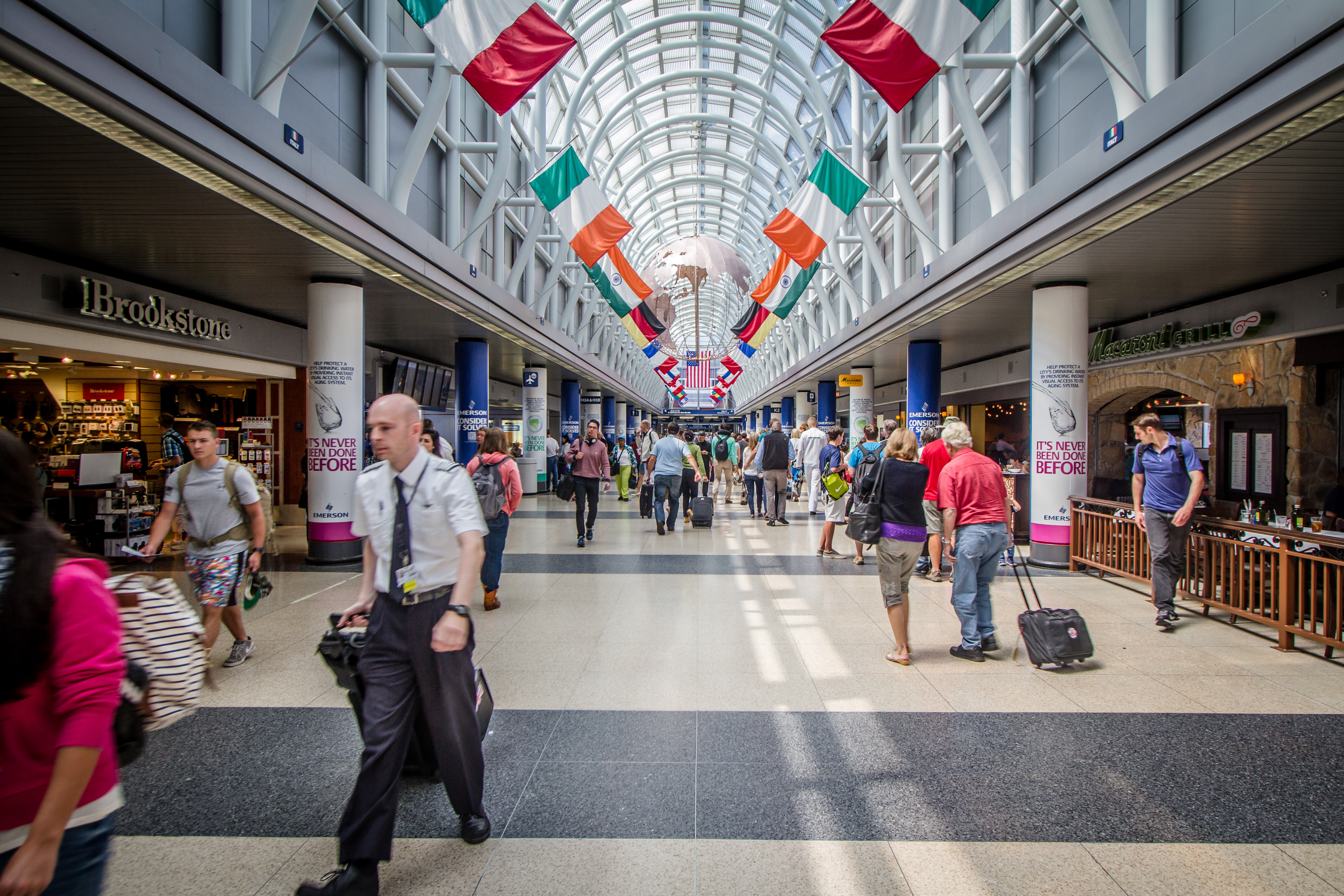
Pasillo principal de American Airlines en la Terminal 3.

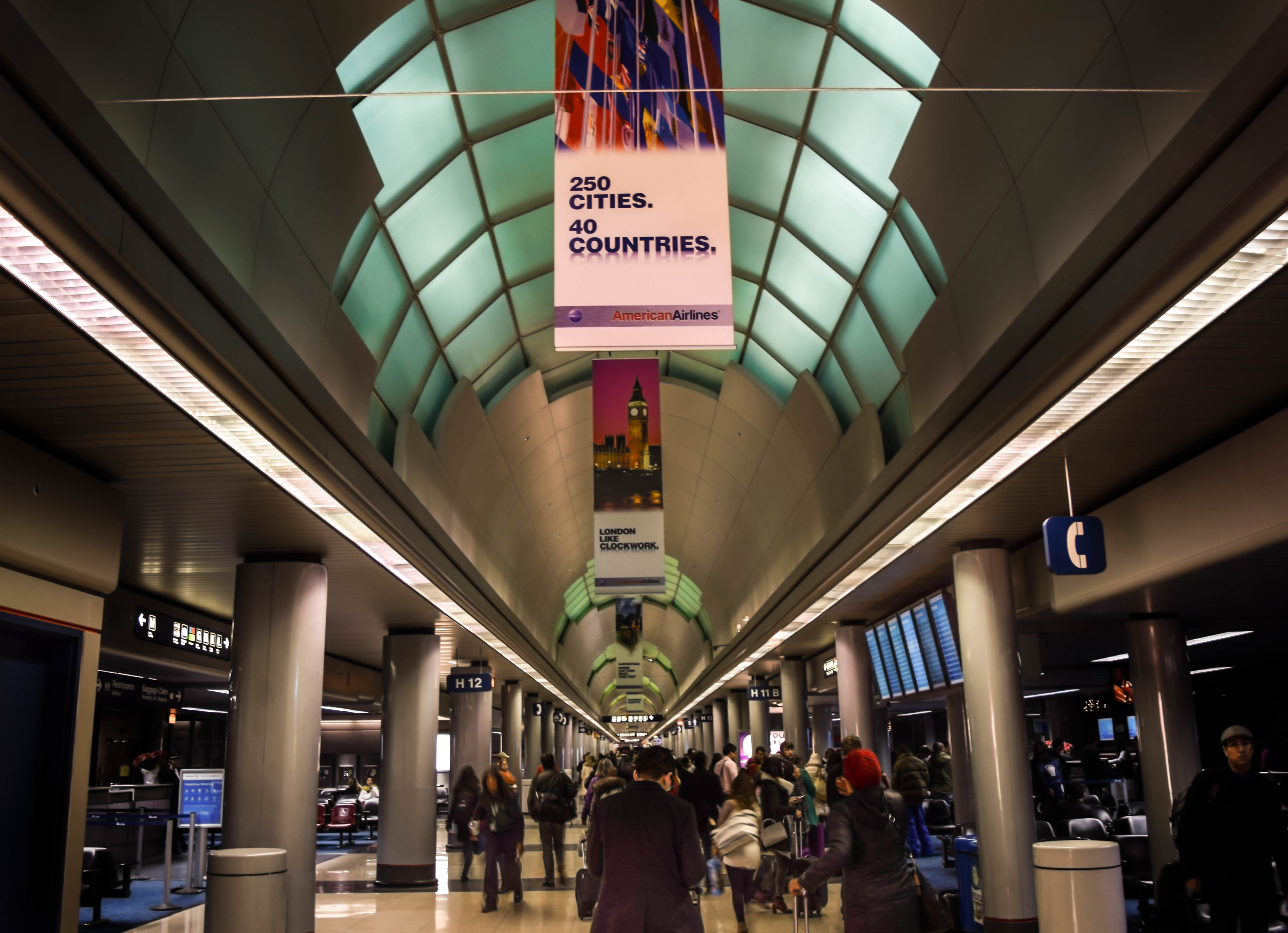
Terminal 3, Sala H de American Airlines.

La Terminal 3 alberga todos los vuelos de American Airlines, así como salidas para determinados operadores de Oneworld incluyendo Iberia y Japan Airlines, además de compañías aéreas no afiliadas de bajo costo. La terminal 3 tiene 75 puertas (5 a ser agregadas) en cuatro salas:
- Sala G - 25 puertas
- Sala H - 17 puertas
- Sala K - 16 puertas
- Sala L - 17 puertas (5 a ser añadidas)[12]

Las Salas G y L albergan la mayoría de las operaciones de American Eagle, mientras que las Salas H y K albergan las operaciones principales de American. Los socio de American en Oneworld Japan Airlines e Iberia salen de la puerta K19 y Alaska Airlines opera desde la puerta H4. La Sala L se utiliza también para los vuelos operados por Frontier Airlines, Spirit Airlines, JetBlue, Virgin America y Air Choice One. La Ciudad de Chicago y American Airlines han acordado una extensión la Sala L para agregar cinco puertas nuevas. Se espera que las puertas se utilicen principalmente para la flota de Embraer E-175 de American Eagle. American ha acordado pagar alrededor de $55 a $75 millones de dólares y se espera que las puertas estén terminadas para 2018. La aerolínea opera tres Admirals Club en la Terminal 3: uno situado en la zona de cruce de las puertas H6 y K6, uno después del área de seguridad delante de la puerta L1 y uno en la Sala G frente a la puerta G8. American también tiene un Salón VIP insignia (llamado International First Class Lounge) situado cerca de la puerta K19. El salón VIP insignia está programado para moverse debajo del Admirals Club ubicado en el área de cruce entre las puertas H6 y K6 a finales de 2017.

### Terminal 5 (Terminal Internacional)

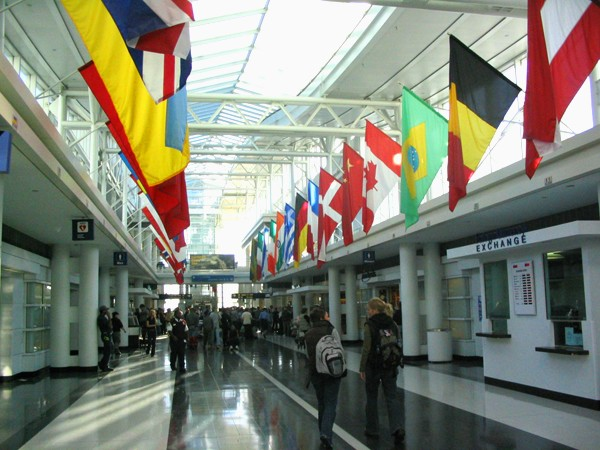
Terminal 5, con banderas de países de todo el mundo.

La Terminal 5 alberga todas las llegadas internacionales de O'Hare (excluyendo los vuelos de American Airlines y United Airlines desde destinos con predespacho de aduana). Otros destinos con predespacho de aduana incluyendo los vuelos operados por Aer Lingus y Etihad Airways, llegan a la Terminal 5, pero son tratados como llegadas nacionales. Con excepción de las aerolíneas seleccionadas de Star Alliance y Oneworld que embarcan desde la Terminal 1 o la Terminal 3 respectivamente, todas las aerolíneas no estadounidenses excepto Air Canada salen de la Terminal 5. La terminal 5 tiene 21 puertas (9 a ser agregadas) en una sala:
- 'Sala M'  - 21 puertas (9 a ser añadidas)

La terminal 5 tiene varios salones de aerolíneas, incluyendo el lounge de Air France-KLM, las galerías de primera clase y las terrazas de British Airways, el Korean Air Lounge, el Scandinavian Airlines Lounge, el Swissport Lounge y los Swiss International Air Lines First Class Lounge y Business Class Lounge. La instalación de la oficina de Aduanas y Protección Fronteriza de los Estados Unidos se encuentra en el nivel de llegadas (inferior).
La Terminal 5 se sometió a una renovación de 26 millones de dólares diseñada por A. Epstein y Sons International, Inc., que comenzó en julio de 2012, que incluye la adición de comedores y tiendas post-seguridad, incluyendo muchos restaurantes y marcas de Chicago, diseño actualizado y un rediseño de ingeniería. El proyecto fue terminado el 4 de abril de 2014. La terminal 5 es operada por Westfield Management.
O'Hare recientemente desarrolló una puerta capaz de acomodar el avión de pasajeros más grande del mundo, el Airbus A380. El 10 de febrero de 2016, el Departamento de Aviación de Chicago aprobó la construcción para construir una puerta que podría manejar el avión de Airbus. La nueva puerta, M11a es la única puerta capaz de manejar el Airbus A380 y, al igual que otras puertas de la Terminal 5, es designada como «de uso común», lo que significa que ninguna línea aérea específica tiene control exclusivo sobre ella. Emirates y British Airways expresaron interés en utilizar sus A380 en rutas que implican a O'Hare. La puerta entró en funcionamiento el 19 de julio de 2016, con Emirates siendo la primera aerolínea en utilizarla.

## Antiguas terminales y salas

### Antigua Terminal 1
La Terminal 1 fue la primera terminal internacional. Se abrió en 1955, se convirtió en la terminal internacional en 1963 y fue demolida en 1984 para dar paso a la actual Terminal 1. Fue reemplazada por una Terminal 4 temporal construida en 1984. La terminal fue conectada a la Terminal 2 por un pasillo cerrado con vidrio. Tenía una explanada en forma de «Y», similar a la de las Salas H/K en la Terminal 3.

### Sala A (Terminal 1)
La antigua terminal 1 también tenía un sala satélite A que servía a diversas líneas aéreas . Entre las aerolíneas que solían operar desde esta terminal fueron Air France, El Al, Icelandair, Mexicana de Aviación, Pan Am y Sabena.

### Sala D (Terminal 2)
Una Sala D en la Terminal 2 existió anteriormente y sirvió como la sala para AirCal, Braniff International, Continental Airlines, Eastern Airlines, Frontier Airlines, Northwest Airlines, People Express, Piedmont y United Express hasta que fue demolida en 1988 para dar cabida a las salas actuales de la Terminal 1. Constaba de 12 puertas.

### Terminal 4
Debido a la construcción de la Terminal 1 de United, todas las llegadas internacionales y algunas salidas internacionales se trasladaron a una Terminal 4 temporal de 1984 a 1993. La Terminal 4 estaba ubicada en la planta baja del garaje principal; los pasajeros que salían y llegaban eran transportados en autobús hacia y desde sus aviones. La terminal sirvió a muchos transportistas internacionales durante este tiempo, pero era inadecuada tanto en términos de área de operación y de capacidad de carga/descarga de autobuses.
Al hacer la nueva terminal internacional de $618 millones se cerró el 11 de julio de 1990, con los ejecutivos de la línea aérea y los funcionarios del gobierno, conducidos por el alcalde Richard M. Daley y el Secretario de Transporte Samuel K. Skinner.. La nueva Terminal 5, diseñada por Perkins and Will en conjunción con Heard & Associates y Consoer Townsend & Associates fue parcialmente abierta el 27 de mayo de 1993, con sus dos niveles inferiores completados para manejar todas las llegadas internacionales. El resto de terminal, incluido el nivel de salidas, se inauguró el 30 de septiembre de 1993. El nombre «Terminal 5» se utilizó para esta nuevo terminal con el fin de evitar confusiones con la antigua Terminal 4.
Desde la apertura de la Terminal 5, la Terminal 4 se ha convertido en la instalación del aeropuerto para los autobuses regionales de tránsito, los shuttles de hoteles y otros medios de transporte terrestre; la designación de la Terminal 4 podrá utilizarse de nuevo en el futuro a medida que se desarrollen nuevas terminales. La línea Azul del metro de Chicago se extendió al aeropuerto en 1984.

## Aerolíneas y destinos

### Pasajeros
| Aerolíneas                    | Destinos |
| ----------------------------- | --- |
| Aer Lingus                    | Dublín |
| Aeroméxico                    | Ciudad de México, Guadalajara |
| Air Canada                    | Montreal–Trudeau, Toronto–Pearson, Vancouver |
| Air Canada Express            | Montreal–Trudeau, Toronto–Pearson |
| Air France                    | París–Charles de Gaulle |
| Air India                     | Nueva Delhi |
| Air Serbia                    | Belgrado |
| Alaska Airlines               | Anchorage, Portland (OR), San Diego (inicia el 4 de octubre de 2025), San Francisco (finaliza el 20 de agosto de 2025), Seattle/Tacoma |
| All Nippon Airways            | Tokio–Haneda, Tokio–Narita |
| American Airlines             | Albuquerque, Atlanta, Austin, Boston, Cancún, Charlotte, Ciudad de México (reinicia el 26 de octubre de 2025), Cleveland, Dallas/Fort Worth, Denver, Des Moines, Filadelfia, Fort Lauderdale, Fort Myers, Hartford, Honolulu (reinicia el 26 de octubre de 2025), Houston-Intercontinental, Kansas City, Las Vegas, Londres–Heathrow, Los Ángeles, Miami, Mineápolis/St. Paul, Montego Bay, Newark, Nueva Orleans, Nueva York-JFK, Nueva York-LaGuardia, Orange Country (CA), Orlando, Phoenix–Sky Harbor, Punta Cana, Raleigh/Durham, Reno/Tahoe, Rochester (NY), Sacramento, Salt Lake City, San Antonio, San Diego, San Francisco, San José del Cabo, San Luis, San Juan, Seattle/Tacoma, Spokane, Tampa, Tucson, Washington-National, West Palm Beach Estacional: Anchorage, Aruba, Atenas, Baltimore, Barcelona, Boise, Bozeman, Búfalo, Calgary, Charleston (SC), Cincinnati, Ciudad de Guatemala (reinicia el 6 de noviembre de 2025), Cozumel, Curazao (inicia el 6 de diciembre de 2025), Destin/Fort Walton Beach, Detroit, Dublín, Eagle/Vail, Glacier Park/Kalispell, Gran Caimán, Jackson Hole, Jacksonville (FL), Liberia (CR), Madrid, Memphis (inicia el 14 de agosto de 2025), Nápoles, Nashville, Nasáu, Omaha, Palm Springs, París–Charles de Gaulle, Pittsburgh, Portland (OR), Providence, Providenciales, Puerto Vallarta, Querétaro (inicia el 12 de diciembre de 2025), Roma–Fiumicino, San José (CR) (reinicia el 2 de noviembre de 2025), San Martín (inicia el 8 de noviembre de 2025), Santa Cruz (inicia el 6 de diciembre de 2025), Santo Tomás, Sarasota, Savannah, Vancouver |
| American Eagle                | Akron/Canton (inicia el 6 de octubre de 2025), Albany, Appleton, Asheville, Aspen, Atlanta, Austin, Baltimore, Bangor, Birmingham (AL), Bismarck, Bloomington/Normal, Boise, Búfalo, Cedar Rapids/Iowa City, Champaign/Urbana, Charleston (SC), Chattanooga (reinicia el 6 de octubre de 2025), Cincinnati, Cleveland, Colorado Springs, Columbia (MO), Columbia (SC), Columbus–Glenn, Dayton, Des Moines, Detroit, El Paso, Evansville, Fargo, Fayetteville, Flint, Fort Wayne, Grand Rapids, Green Bay, Greensboro, Greenville/Spartanburg, Harrisburg, Hartford, Huntsville, Indianápolis, Jacksonville (FL), Kalamazoo, Kansas City, Knoxville, La Crosse, Lansing, Lexington, Little Rock, Louisville, Madison, Manhattan (KS), Marquette, Memphis, Milwaukee, Mineápolis/St. Paul, Moline–Quad City, Mosinee/Wausau, Nashville, Newark, Norfolk, Nueva Orleans, Oklahoma City, Omaha, Peoria, Pittsburgh, Providence, Raleigh/Durham, Rapid City, Richmond, Roanoke, Rochester (MN), Rochester (NY), Salt Lake City, San Antonio, San Luis, Sioux Falls, Siracusa, Springfield (IL), Springfield/Branson, State College, Toronto–Pearson, Traverse City, Tulsa, Waterloo (IA), White Plains, Wichita, Wilkes–Barre/Scranton Estacional: Albuquerque, Billings, Bozeman, Burlington (VT), Calgary, Cayo Hueso, Dallas/Fort Worth, Halifax, Hayden/Steamboat Springs, Hilton Head, Houston-Intercontinental, Hyannis, Idaho Falls, Mánchester (NH), Martha's Vineyard, Missoula, Montreal–Trudeau, Myrtle Beach, Nantucket, Panama City (FL), Pensacola (FL), Portland (ME), Quebec, Santa Fe (NM) (inicia el 18 de diciembre de 2025), Sun Valley (inicia el 18 de diciembre de 2025), Wilmington (NC) |
| Arajet                        | Punta Cana (inicia el 15 de noviembre de 2025) |
| Austrian Airlines             | Viena |
| Avelo Airlines                | Estacional: New Haven |
| Avianca                       | Bogotá |
| Avianca Costa Rica            | Estacional: Ciudad de Guatemala, San José (CR) |
| Avianca El Salvador           | Estacional: San Salvador |
| British Airways               | Londres–Heathrow |
| Cathay Pacific                | Hong Kong |
| Contour Airlines              | Burlington (IA), Cape Girardeau, Fort Leonard Wood, Kirksville, Manistee, Marion, Owensboro Estacional: Lewisburg (WV) |
| Copa Airlines                 | Ciudad de Panamá–Tocumen |
| Delta Air Lines               | Atlanta, Boston, Detroit, Los Ángeles (inicia el 7 de junio de 2026), Mineápolis/St. Paul, Nueva York-LaGuardia, Salt Lake City, Seattle/Tacoma |
| Delta Connection              | Nueva York-JFK, Nueva York-LaGuardia |
| Denver Air Connection         | Dubuque, Ironwood, Jackson (TN), Muskegon |
| Emirates                      | Dubái–International |
| Ethiopian Airlines            | Adís Abeba |
| Etihad Airways                | Abu Dabi |
| EVA Air                       | Taipéi–Taoyuan |
| Finnair                       | Estacional: Helsinki |
| Frontier Airlines             | Atlanta, Austin, Cancún, Charlotte, Dallas/Fort Worth, Denver, Filadelfia, Fort Myers, Houston-Intercontinental, Las Vegas, Los Ángeles, Nashville, Nueva York-JFK (inicia el 8 de octubre de 2025), Orlando, Phoenix–Sky Harbor, Punta Cana, Salt Lake City, San Diego, Sarasota, Tampa, West Palm Beach Estacional: Baltimore |
| Iberia                        | Madrid |
| Icelandair                    | Reikiavik–Keflavík |
| ITA Airways                   | Estacional: Roma–Fiumicino |
| Japan Airlines                | Tokio–Haneda, Tokio-Narita |
| JetBlue Airways               | Boston, Nueva York-JFK |
| KLM                           | Ámsterdam |
| Korean Air                    | Seúl–Incheon |
| LOT Polish Airlines           | Cracovia, Varsovia–Chopin |
| Lufthansa                     | Fráncfort, Múnich |
| Qatar Airways                 | Doha |
| Royal Jordanian               | Amán–Reina Alia |
| Scandinavian Airlines System  | Copenhague |
| Southern Airways Express      | Quincy, West Lafayette |
| Southwest Airlines            | Austin, Baltimore, Cancún, Dallas–Love, Denver, Las Vegas, Nashville, Orlando, Phoenix–Sky Harbor |
| Spirit Airlines               | Baltimore, Cancún, Dallas/Fort Worth, Fort Lauderdale, Fort Myers, Houston-Intercontinental, Las Vegas, Los Ángeles, Miami, Nashville, Newark, Nueva Orleans, Nueva York–LaGuardia, Orlando, San Juan, Tampa Estacional: Myrtle Beach, Phoenix–Sky Harbor |
| Sun Country Airlines          | Mineápolis/St. Paul |
| Swiss International Air Lines | Zúrich |
| TAP Air Portugal              | Lisboa |
| Turkish Airlines              | Estambul |
| United Airlines               | Albany, Albuquerque, Ámsterdam, Aruba, Atlanta, Austin, Baltimore, Boston, Bozeman, Bruselas, Búfalo, Burlington (VT), Calgary, Cancún, Cedar Rapids/Iowa City, Charleston (SC), Charlotte, Cincinnati, Ciudad de Guatemala, Ciudad de México, Cleveland, Columbus–Glenn, Dallas/Fort Worth, Denver, Des Moines, Detroit, Dublín, Filadelfia, Fort Lauderdale, Fort Myers, Fráncfort, Grand Rapids, Harrisburg, Hartford, Honolulu, Houston–Intercontinental, Jacksonville (FL), Kahului, Kansas City, Las Vegas, Londres–Heathrow, Los Ángeles, Madison, Memphis, Miami, Mineápolis/St. Paul, Montego Bay, Múnich, Nashville, Newark, Norfolk, Nueva Orleans, Nueva York–LaGuardia, Omaha, Ontario, Orange County (CA), Orlando, París–Charles de Gaulle, Pensacola (FL), Phoenix–Sky Harbor, Pittsburgh, Portland (ME), Portland (OR), Puerto Vallarta, Punta Cana, Raleigh/Durham, Reno/Tahoe, Richmond, Rochester (NY), Sacramento, Salt Lake City, San Antonio, San Diego, San Francisco, San José (CA), San José del Cabo, San Juan, São Paulo–Guarulhos, Sarasota, Savannah, Seattle/Tacoma, Sioux Falls, Siracusa, Tampa, Tel Aviv, Tokio–Haneda, Toronto–Pearson, Traverse City, Tulum, Vancouver, Washington–Dulles, Washington–National, Wichita, Zúrich Estacional: Anchorage, Atenas, Barcelona, Boise, Cayo Hueso, Ciudad de Belice, Colorado Springs, Cozumel, Dayton (inicia el 25 de septiembre de 2025), Eagle/Vail, Edimburgo, Edmonton, Fairbanks, Fresno, Glacier Park/Kalispell, Gran Caimán, Green Bay (inicia el 26 de septiembre de 2025), Greenville/Spartanburg, Hayden/Steamboat Springs, Indianápolis, Ixtapa/Zihuatanejo, Jackson Hole, Kailua–Kona, Knoxville, Liberia (CR), Milán–Malpensa, Missoula, Montreal–Trudeau, Montrose, Myrtle Beach, Nasáu, Palm Springs, Panama City (FL), Providence, Providenciales, Rapid City, Reikiavik–Keflavík, Roma–Fiumicino, San Martín, San José (CR), Santa Lucía–Hewanorra, Santo Tomás, Shannon, Tucson, West Palm Beach |
| United Express                | Akron/Canton, Albany, Allentown, Appleton, Asheville, Billings, Birmingham (AL), Boise, Búfalo, Calgary, Cedar Rapids/Iowa City, Charleston (SC), Charleston (WV), Charlottesville (VA), Chattanooga, Cincinnati, Cleveland, Colorado Springs, Columbia (MO) (reinicia el 25 de septiembre de 2025), Columbia (SC), Columbus–Glenn, Dallas/Fort Worth, Dayton, Decatur, Des Moines, Detroit, Eau Claire, Duluth, El Paso, Filadelfia, Fargo, Fayetteville/Bentonville, Flint, Fort Dodge, Fort Wayne, Grand Rapids, Green Bay, Greensboro, Greenville/Spartanburg, Gunnison/Crested Butte, Harrisburg, Houghton, Huntsville, Indianápolis, Johnstown (PA), Joplin, Kansas City, Knoxville, Lexington, Lincoln, Little Rock, Louisville, Madison, Mason City, Memphis, Milwaukee, Moline–Quad City, Montreal–Trudeau, Monterrey, Morgantown (WV), Nashville, Nueva Orleans, Oklahoma City, Omaha, Ottawa, Peoria, Pittsburgh, Portland (ME), Providence, Richmond, Roanoke, Rochester (NY), Saginaw, Salina, San Luis, Sarasota, Savannah, Sioux City, Sioux Falls, Siracusa, South Bend, Springfield/Branson, State College, Toronto–Pearson, Traverse City, Tucson, Tulsa, Watertown (SD), West Lafayette, Wichita, Wilkes–Barre/Scranton, Winnipeg Estacional: Albuquerque, Aspen, Bangor, Bozeman, Burlington (VT), Cayo Hueso, Glacier Park/Kalispell, Great Falls, Halifax, Harlingen, Hartford, Hayden/Steamboat Springs, Hilton Head, Jacksonville (FL), Mineápolis/St. Paul, Montrose, Myrtle Beach, Nantucket, Norfolk, Nueva York–LaGuardia, Panama City (FL), Pellston, Quebec, Raleigh/Durham, Rapid City, Rhinelander, Salt Lake City, San Antonio, Sault Ste. Marie (MI), Spokane, Sun Valley, Wilmington (NC) |
| Viva                          | Ciudad de México, Ciudad de México–AIFA (inicia el 13 de noviembre de 2025),Guadalajara, León/Del Bajío, Monterrey, Morelia |
| Volaris                       | Ciudad de México, Guadalajara, León/Del Bajío, Morelia, Querétaro |
| WestJet                       | Estacional: Calgary, Edmonton |

Notas
1. ↑  El vuelo de Ethiopian Airlines de Adís Abeba a O'Hare hace escala en Roma-Fiumicino, pero el vuelo de O'Hare a Adís Abeba es directo.

### Carga

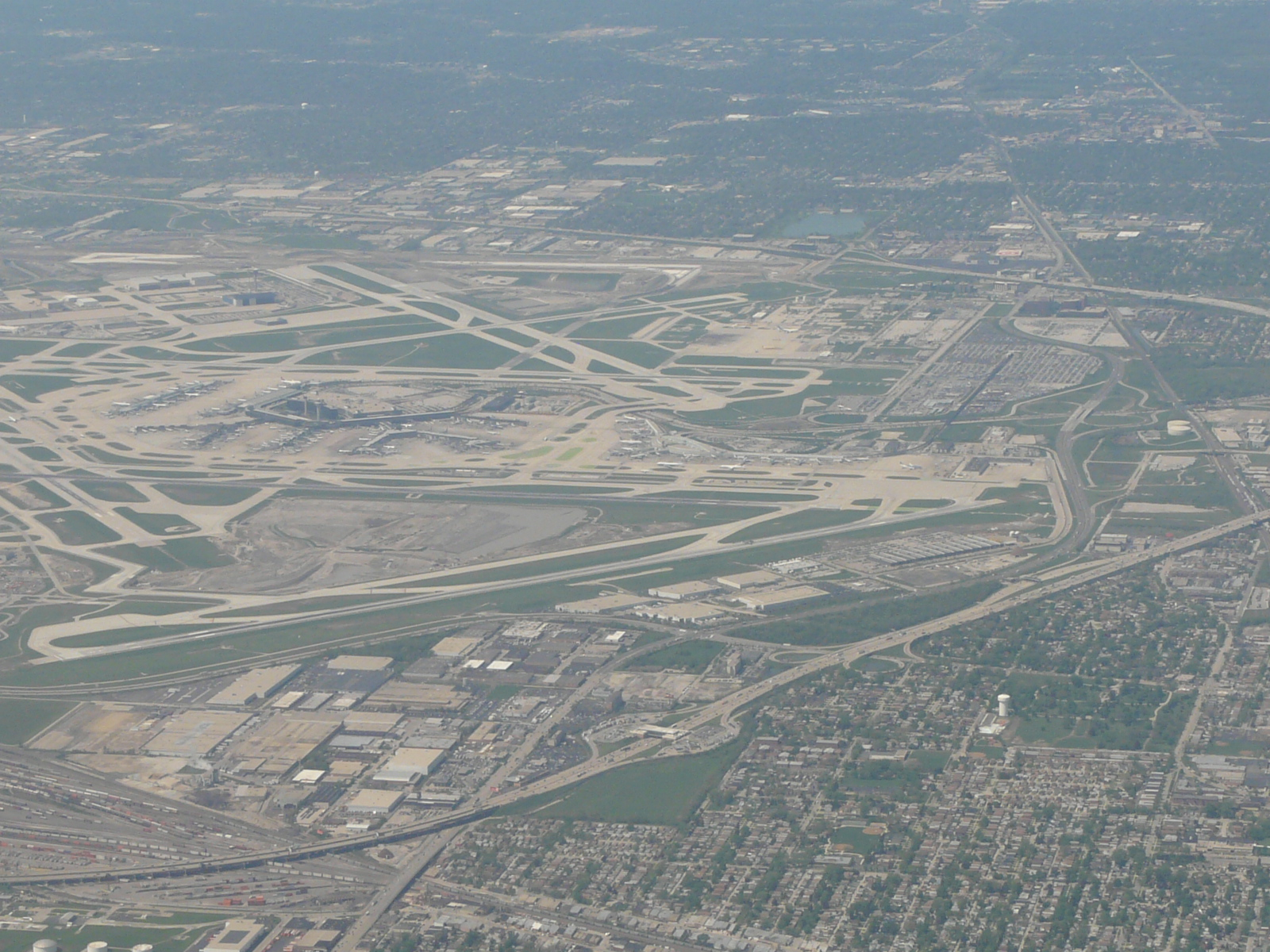
Vista aérea del aeropuerto.

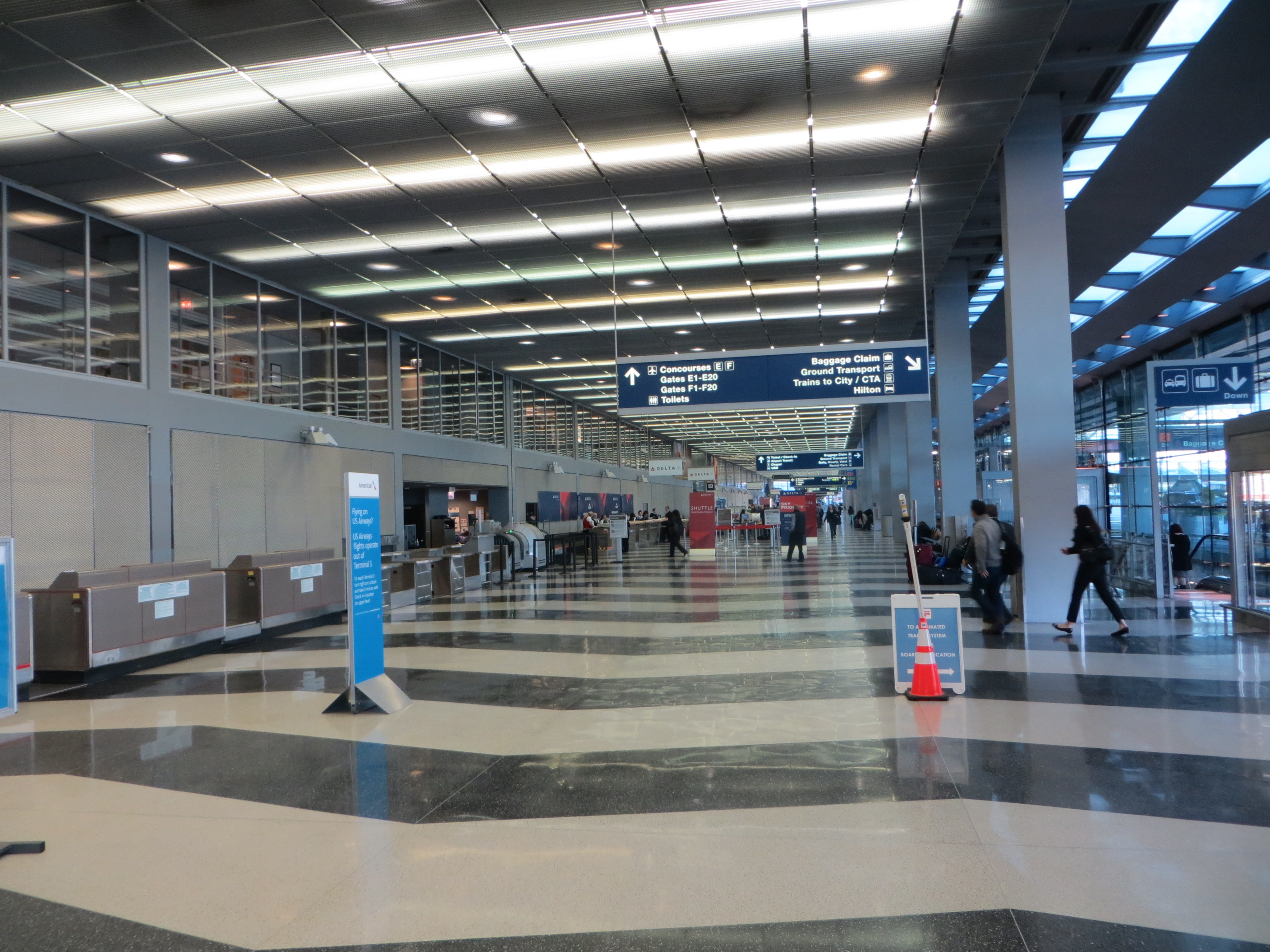
Zona de documentación de la Terminal 2.

Hay dos áreas de carga principales en O'Hare que tienen instalaciones de almacén y estacionamiento de aviones. El área de carga del sudoeste, adyacente al camino del parque de Irving, acomoda más del 80% de los vuelos de carga del aeropuerto, repartidos entre 9 edificios en dos zonas. El área de carga del norte, que es una modesta conversión de la antigua base militar (el área de la planta de Douglas de 1943), también recibe cargueros aéreos. Es adyacente a la porción norte de la calle Bessie Coleman.
Dos áreas de carga satélite tienen instalaciones de almacenamiento y desmontaje, pero los aviones no se estacionan en ellas. La carga se transporta en camiones de/hacia otras aeronaves en otras rampas. La zona de carga del sur se encuentra a lo largo del camino Mannheim. El área de carga del este, adyacente a la terminal 5, era antes la única sección de carga del aeropuerto pero ahora ha evolucionado sobre todo en una zona de ayuda del aeropuerto.
El área de carga del suroeste se encuentra parcialmente en el camino de una de las nuevas pistas (10C/28C). La remodelación del aeródromo implicará mover/reemplazar este eje primario de carga.
| Aerolíneas               | Destinos |
| ------------------------ | --- |
| AeroLogic                | Fráncfort |
| AeroUnion                | Ciudad de México–AIFA |
| AirBridge Cargo          | Dallas/Fort Worth, Houston–Intercontinental, Luxemburgo |
| Air Canada Cargo         | Toronto–Pearson |
| Air China Cargo          | Anchorage, Fráncfort, Nueva York–JFK, Pekín-Capital, Shanghái-Pudong, Tianjin |
| Air France Cargo         | Dublín, Glasgow-Prestwick, Nueva York–JFK, París–Charles de Gaulle |
| ANA Cargo                | Tokio-Narita |
| Asiana Cargo             | Anchorage, Atlanta, Nueva York–JFK, Seattle/Tacoma, Seúl–Incheon |
| ASL Airlines Belgium     | Lieja |
| Atlas Air                | Ámsterdam, Anchorage, Cincinnati, Dallas/Fort Worth, Fráncfort, Hong Kong, Honolulu, Los Ángeles, Lieja, Miami, Milán–Malpensa, Nueva York–JFK, Seúl–Incheon, Stuttgart, Tokio-Narita |
| Cargolux                 | Anchorage, Atlanta, Dallas/Fort Worth, Hong Kong, Indianápolis, Kuala Lumpur, Los Ángeles, Luxemburgo, Nueva York–JFK, Singapur, Zhengzhou                                            |
| Cathay Pacific Cargo     | Anchorage, Hong Kong, Nueva York–JFK, Portland (OR) |
| China Airlines Cargo     | Anchorage, Houston–Intercontinental, Nagoya–Centrair, San Francisco, Seattle/Tacoma, Taipéi–Taoyuan                                                                                   |
| China Cargo Airlines     | Anchorage, Atlanta, Dallas/Fort Worth, Shanghái-Pudong |
| China Southern Cargo     | Cantón, Shanghái-Pudong |
| DHL Aviation             | Anchorage, Calgary, Cincinnati, Newark, Nueva York–JFK |
| Emirates SkyCargo        | Copenhague, Dubái–Al Maktoum, Maastricht/Aachen, Miami |
| Etihad Cargo             | Fráncfort |
| EVA Air Cargo            | Anchorage, Dallas/Fort Worth, Taipéi–Taoyuan |
| FedEx Express            | Appleton, Fort Worth/Alliance, Greensboro, Indianápolis, Los Ángeles, Memphis, Milwaukee, Newark, Oakland, Omaha, Pittsburgh, Portland (OR), Seattle/Tacoma                           |
| Korean Air Cargo         | Anchorage, Halifax, Los Ángeles, San Francisco, Seattle/Tacoma, Seúl–Incheon, Toronto–Pearson                                                                                         |
| LATAM Cargo              | Campinas |
| LOT Polish Airlines      | Varsovia-Chopin |
| Lufthansa Cargo          | Anchorage, Atlanta, Ciudad de México–AIFA, Fráncfort, Guadalajara, Los Ángeles, Mánchester (UK), Nueva York–JFK                                                                       |
| Martinair                | Oslo |
| MSC Air Cargo            | Indianápolis, Lieja |
| Nippon Cargo Airlines    | Anchorage, Dallas/Fort Worth, Edmonton, Los Ángeles, Nueva York–JFK |
| Qantas Freight           | Anchorage, Auckland, Chongqing, Honolulu, Los Ángeles, Melbourne, Sídney |
| Qatar Airways Cargo      | Ámsterdam, Bruselas, Doha, Los Ángeles, Milán–Malpensa, Ostende/Brujas, Singapur |
| Silk Way Airlines        | Bakú |
| Singapore Airlines Cargo | Anchorage, Atlanta, Bruselas, Dallas/Fort Worth, Los Ángeles, Seattle/Tacoma |
| Suparna Airlines         | Anchorage, Shanghái-Pudong |
| Turkish Airlines Cargo   | Estambul–Atatürk, Maastricht/Aachen, Shannon, Toronto–Pearson |
| UPS Airlines             | Colonia/Bonn, Columbus–Rickenbacker, Dallas/Fort Worth, Filadelfia, Louisville, Miami, Portland (OR)                                                                                  |

### Destinos nacionales
Se brinda servicio a 191 ciudades dentro del país a cargo de 18 aerolíneas. 
| Destinos nacionales del Aeropuerto O'Hare ORD ALB ABQ CAK ABE ANC ATW AVL ASE ATL AUS BWI BGR BIL BHM BIS BMI BOI BOS BZN BTV BRL BUF CGI EYW CID CMI CHS CRW CLT CHO CHA CVG CLE COS COU CAE CMH DFW DAL DAY DEC DEN DSM DTW DBQ DLH EAU EGE ELP EVV FAI FAR XNA PHL FNT FOD FLL TBN RSW VPS FWA FAT GRR GRB GSO GTF GSP GUC HRL MDT BDL HDN HHH HNL CMX IAH HSV HAY IDA IND IWD MKL JAC JAX JST JLN AZO FCA MCI OGG IRK KOA TYS LSE LAN LAS LEX LWB LNK LIT LAX SDF MSN MHT MHK MBL MWA MVY MCW SAW MEM MIA MKE MSP MSO MLI CWA MTJ MGW MKG MYR ACK BNA HVN EWR ORF MSY LGA JFK OKC OMA ONT SNA MCO OWB ECP PNS PIA PSP PLN PIT PHX PDX PWM PVD UIN RDU RAP RNO RHI RIC ROA ROC RST SMF MBS SLN SLC SAT SAN SFO SJC STL SAF SRQ CIU SAV SEA SUX FSD SYR SBN GEG SGF SUN SPI SGE TPA TVC TUS TUL IAD DCA ALO ATY LAF PBI ICT HPN AVP ILM | Destinos nacionales del Aeropuerto O'Hare ORD ALB ABQ CAK ABE ANC ATW AVL ASE ATL AUS BWI BGR BIL BHM BIS BMI BOI BOS BZN BTV BRL BUF CGI EYW CID CMI CHS CRW CLT CHO CHA CVG CLE COS COU CAE CMH DFW DAL DAY DEC DEN DSM DTW DBQ DLH EAU EGE ELP EVV FAI FAR XNA PHL FNT FOD FLL TBN RSW VPS FWA FAT GRR GRB GSO GTF GSP GUC HRL MDT BDL HDN HHH HNL CMX IAH HSV HAY IDA IND IWD MKL JAC JAX JST JLN AZO FCA MCI OGG IRK KOA TYS LSE LAN LAS LEX LWB LNK LIT LAX SDF MSN MHT MHK MBL MWA MVY MCW SAW MEM MIA MKE MSP MSO MLI CWA MTJ MGW MKG MYR ACK BNA HVN EWR ORF MSY LGA JFK OKC OMA ONT SNA MCO OWB ECP PNS PIA PSP PLN PIT PHX PDX PWM PVD UIN RDU RAP RNO RHI RIC ROA ROC RST SMF MBS SLN SLC SAT SAN SFO SJC STL SAF SRQ CIU SAV SEA SUX FSD SYR SBN GEG SGF SUN SPI SGE TPA TVC TUS TUL IAD DCA ALO ATY LAF PBI ICT HPN AVP ILM | Destinos nacionales del Aeropuerto O'Hare ORD ALB ABQ CAK ABE ANC ATW AVL ASE ATL AUS BWI BGR BIL BHM BIS BMI BOI BOS BZN BTV BRL BUF CGI EYW CID CMI CHS CRW CLT CHO CHA CVG CLE COS COU CAE CMH DFW DAL DAY DEC DEN DSM DTW DBQ DLH EAU EGE ELP EVV FAI FAR XNA PHL FNT FOD FLL TBN RSW VPS FWA FAT GRR GRB GSO GTF GSP GUC HRL MDT BDL HDN HHH HNL CMX IAH HSV HAY IDA IND IWD MKL JAC JAX JST JLN AZO FCA MCI OGG IRK KOA TYS LSE LAN LAS LEX LWB LNK LIT LAX SDF MSN MHT MHK MBL MWA MVY MCW SAW MEM MIA MKE MSP MSO MLI CWA MTJ MGW MKG MYR ACK BNA HVN EWR ORF MSY LGA JFK OKC OMA ONT SNA MCO OWB ECP PNS PIA PSP PLN PIT PHX PDX PWM PVD UIN RDU RAP RNO RHI RIC ROA ROC RST SMF MBS SLN SLC SAT SAN SFO SJC STL SAF SRQ CIU SAV SEA SUX FSD SYR SBN GEG SGF SUN SPI SGE TPA TVC TUS TUL IAD DCA ALO ATY LAF PBI ICT HPN AVP ILM | Destinos nacionales del Aeropuerto O'Hare ORD ALB ABQ CAK ABE ANC ATW AVL ASE ATL AUS BWI BGR BIL BHM BIS BMI BOI BOS BZN BTV BRL BUF CGI EYW CID CMI CHS CRW CLT CHO CHA CVG CLE COS COU CAE CMH DFW DAL DAY DEC DEN DSM DTW DBQ DLH EAU EGE ELP EVV FAI FAR XNA PHL FNT FOD FLL TBN RSW VPS FWA FAT GRR GRB GSO GTF GSP GUC HRL MDT BDL HDN HHH HNL CMX IAH HSV HAY IDA IND IWD MKL JAC JAX JST JLN AZO FCA MCI OGG IRK KOA TYS LSE LAN LAS LEX LWB LNK LIT LAX SDF MSN MHT MHK MBL MWA MVY MCW SAW MEM MIA MKE MSP MSO MLI CWA MTJ MGW MKG MYR ACK BNA HVN EWR ORF MSY LGA JFK OKC OMA ONT SNA MCO OWB ECP PNS PIA PSP PLN PIT PHX PDX PWM PVD UIN RDU RAP RNO RHI RIC ROA ROC RST SMF MBS SLN SLC SAT SAN SFO SJC STL SAF SRQ CIU SAV SEA SUX FSD SYR SBN GEG SGF SUN SPI SGE TPA TVC TUS TUL IAD DCA ALO ATY LAF PBI ICT HPN AVP ILM | Destinos nacionales del Aeropuerto O'Hare ORD ALB ABQ CAK ABE ANC ATW AVL ASE ATL AUS BWI BGR BIL BHM BIS BMI BOI BOS BZN BTV BRL BUF CGI EYW CID CMI CHS CRW CLT CHO CHA CVG CLE COS COU CAE CMH DFW DAL DAY DEC DEN DSM DTW DBQ DLH EAU EGE ELP EVV FAI FAR XNA PHL FNT FOD FLL TBN RSW VPS FWA FAT GRR GRB GSO GTF GSP GUC HRL MDT BDL HDN HHH HNL CMX IAH HSV HAY IDA IND IWD MKL JAC JAX JST JLN AZO FCA MCI OGG IRK KOA TYS LSE LAN LAS LEX LWB LNK LIT LAX SDF MSN MHT MHK MBL MWA MVY MCW SAW MEM MIA MKE MSP MSO MLI CWA MTJ MGW MKG MYR ACK BNA HVN EWR ORF MSY LGA JFK OKC OMA ONT SNA MCO OWB ECP PNS PIA PSP PLN PIT PHX PDX PWM PVD UIN RDU RAP RNO RHI RIC ROA ROC RST SMF MBS SLN SLC SAT SAN SFO SJC STL SAF SRQ CIU SAV SEA SUX FSD SYR SBN GEG SGF SUN SPI SGE TPA TVC TUS TUL IAD DCA ALO ATY LAF PBI ICT HPN AVP ILM | Destinos nacionales del Aeropuerto O'Hare ORD ALB ABQ CAK ABE ANC ATW AVL ASE ATL AUS BWI BGR BIL BHM BIS BMI BOI BOS BZN BTV BRL BUF CGI EYW CID CMI CHS CRW CLT CHO CHA CVG CLE COS COU CAE CMH DFW DAL DAY DEC DEN DSM DTW DBQ DLH EAU EGE ELP EVV FAI FAR XNA PHL FNT FOD FLL TBN RSW VPS FWA FAT GRR GRB GSO GTF GSP GUC HRL MDT BDL HDN HHH HNL CMX IAH HSV HAY IDA IND IWD MKL JAC JAX JST JLN AZO FCA MCI OGG IRK KOA TYS LSE LAN LAS LEX LWB LNK LIT LAX SDF MSN MHT MHK MBL MWA MVY MCW SAW MEM MIA MKE MSP MSO MLI CWA MTJ MGW MKG MYR ACK BNA HVN EWR ORF MSY LGA JFK OKC OMA ONT SNA MCO OWB ECP PNS PIA PSP PLN PIT PHX PDX PWM PVD UIN RDU RAP RNO RHI RIC ROA ROC RST SMF MBS SLN SLC SAT SAN SFO SJC STL SAF SRQ CIU SAV SEA SUX FSD SYR SBN GEG SGF SUN SPI SGE TPA TVC TUS TUL IAD DCA ALO ATY LAF PBI ICT HPN AVP ILM | Destinos nacionales del Aeropuerto O'Hare ORD ALB ABQ CAK ABE ANC ATW AVL ASE ATL AUS BWI BGR BIL BHM BIS BMI BOI BOS BZN BTV BRL BUF CGI EYW CID CMI CHS CRW CLT CHO CHA CVG CLE COS COU CAE CMH DFW DAL DAY DEC DEN DSM DTW DBQ DLH EAU EGE ELP EVV FAI FAR XNA PHL FNT FOD FLL TBN RSW VPS FWA FAT GRR GRB GSO GTF GSP GUC HRL MDT BDL HDN HHH HNL CMX IAH HSV HAY IDA IND IWD MKL JAC JAX JST JLN AZO FCA MCI OGG IRK KOA TYS LSE LAN LAS LEX LWB LNK LIT LAX SDF MSN MHT MHK MBL MWA MVY MCW SAW MEM MIA MKE MSP MSO MLI CWA MTJ MGW MKG MYR ACK BNA HVN EWR ORF MSY LGA JFK OKC OMA ONT SNA MCO OWB ECP PNS PIA PSP PLN PIT PHX PDX PWM PVD UIN RDU RAP RNO RHI RIC ROA ROC RST SMF MBS SLN SLC SAT SAN SFO SJC STL SAF SRQ CIU SAV SEA SUX FSD SYR SBN GEG SGF SUN SPI SGE TPA TVC TUS TUL IAD DCA ALO ATY LAF PBI ICT HPN AVP ILM | Destinos nacionales del Aeropuerto O'Hare ORD ALB ABQ CAK ABE ANC ATW AVL ASE ATL AUS BWI BGR BIL BHM BIS BMI BOI BOS BZN BTV BRL BUF CGI EYW CID CMI CHS CRW CLT CHO CHA CVG CLE COS COU CAE CMH DFW DAL DAY DEC DEN DSM DTW DBQ DLH EAU EGE ELP EVV FAI FAR XNA PHL FNT FOD FLL TBN RSW VPS FWA FAT GRR GRB GSO GTF GSP GUC HRL MDT BDL HDN HHH HNL CMX IAH HSV HAY IDA IND IWD MKL JAC JAX JST JLN AZO FCA MCI OGG IRK KOA TYS LSE LAN LAS LEX LWB LNK LIT LAX SDF MSN MHT MHK MBL MWA MVY MCW SAW MEM MIA MKE MSP MSO MLI CWA MTJ MGW MKG MYR ACK BNA HVN EWR ORF MSY LGA JFK OKC OMA ONT SNA MCO OWB ECP PNS PIA PSP PLN PIT PHX PDX PWM PVD UIN RDU RAP RNO RHI RIC ROA ROC RST SMF MBS SLN SLC SAT SAN SFO SJC STL SAF SRQ CIU SAV SEA SUX FSD SYR SBN GEG SGF SUN SPI SGE TPA TVC TUS TUL IAD DCA ALO ATY LAF PBI ICT HPN AVP ILM | Destinos nacionales del Aeropuerto O'Hare ORD ALB ABQ CAK ABE ANC ATW AVL ASE ATL AUS BWI BGR BIL BHM BIS BMI BOI BOS BZN BTV BRL BUF CGI EYW CID CMI CHS CRW CLT CHO CHA CVG CLE COS COU CAE CMH DFW DAL DAY DEC DEN DSM DTW DBQ DLH EAU EGE ELP EVV FAI FAR XNA PHL FNT FOD FLL TBN RSW VPS FWA FAT GRR GRB GSO GTF GSP GUC HRL MDT BDL HDN HHH HNL CMX IAH HSV HAY IDA IND IWD MKL JAC JAX JST JLN AZO FCA MCI OGG IRK KOA TYS LSE LAN LAS LEX LWB LNK LIT LAX SDF MSN MHT MHK MBL MWA MVY MCW SAW MEM MIA MKE MSP MSO MLI CWA MTJ MGW MKG MYR ACK BNA HVN EWR ORF MSY LGA JFK OKC OMA ONT SNA MCO OWB ECP PNS PIA PSP PLN PIT PHX PDX PWM PVD UIN RDU RAP RNO RHI RIC ROA ROC RST SMF MBS SLN SLC SAT SAN SFO SJC STL SAF SRQ CIU SAV SEA SUX FSD SYR SBN GEG SGF SUN SPI SGE TPA TVC TUS TUL IAD DCA ALO ATY LAF PBI ICT HPN AVP ILM |
| Destinos | United Airlines | American Airlines | Frontier Airlines | Spirit Airlines | Southwest Airlines | Otra | # | |
| --- | --- | --- | --- | --- | --- | --- | --- | --- |
| Albany (ALB) | • | • | | | | | 2 | |
| Akron (CAK) | • | • | | | | | 2 | |
| Albuquerque (ABQ) | • | • | | | | | 2 | |
| Allentown (ABE) | • | | | | | | 1 | |
| Anchorage (ANC) | • | • | | | | Alaska Airlines | 3 | |
| Appleton (ATW) | • | • | | | | | 2 | |
| Asheville (AVL) | • | • | | | | | 2 | |
| Aspen (ASE) | • | • | | | | | 2 | |
| Atlanta (ATL) | • | • | • | | | Delta Air Lines | 4 | |
| Austin (ASE) | • | • | • | | • | | 4 | |
| Baltimore (BWI) | • | • | • | • | • | | 5 | |
| Bangor (BGR) | • | • | | | | | 2 | |
| Billings (BIL) | • | • | | | | | 2 | |
| Birmingham (BHM) | • | • | | | | | 2 | |
| Bismarck (BIS) | | • | | | | | 1 | |
| Bloomington (BMI) | | • | | | | | 1 | |
| Boise (BOI) | • | • | | | | Alaska Airlines | 3 | |
| Boston (BOS) | • | • | | | | Delta Air Lines / JetBlue Airways | 4 | |
| Bozeman (BZN) | • | • | | | | | 2 | |
| Búfalo (BUF) | • | • | | | | | 2 | |
| Burlington (BTV) | • | • | | | | | 2 | |
| Burlington (BRL) | | | | | | Contour Airlines | 1 | |
| Cape Girardeau (CGI) | | | | | | Contour Airlines | 1 | |
| Cayo Hueso (EYW) | • | • | | | | | 2 | |
| Cedar Rapids (CID) | • | • | | | | | 2 | |
| Champaign-Urbana (CMI) | | • | | | | | 1 | |
| Charleston (CHS) | • | • | | | | | 2 | |
| Charleston (CRW) | • | | | | | | 1 | |
| Charlotte (CLT) | • | • | • | | | | 3 | |
| Charlottesville (CHO) | • | | | | | | 1 | |
| Chattanooga (CHA) | • | • | | | | | 2 | |
| Cincinnati (CVG) | • | • | | | | | 2 | |
| Cleveland (CLE) | • | • | | | | | 2 | |
| Colorado Springs (COS) | • | • | | | | | 2 | |
| Columbia (COU) | • | • | | | | | 2 | |
| Columbia (CAE) | • | • | | | | | 2 | |
| Columbus (CMH) | • | • | | | | | 2 | |
| Dallas (DFW) | • | • | • | • | | | 4 | |
| Dallas (DAL) | | | | | • | | 1 | |
| Dayton (DAY) | • | • | | | | | 2 | |
| Decatur (DEC) | • | | | | | | 1 | |
| Denver (DEN) | • | • | • | | • | | 4 | |
| Des Moines (DSM) | • | • | | | | | 2 | |
| Detroit (DTW) | • | • | | | | Delta Air Lines | 3 | |
| Dubuque (DBQ) | | | | | | Denver Air Connection | 1 | |
| Duluth (DLH) | • | | | | | | 1 | |
| Eagle (EGE) | • | • | | | | | 2 | |
| Eau Claire (EAU) | • | | | | | | 1 | |
| El Paso (ELP) | • | • | | | | | 2 | |
| Evansville (EVV) | | • | | | | | 1 | |
| Fairbanks (FAI) | • | | | | | | 1 | |
| Fargo (FAR) | • | • | | | | | 2 | |
| Fayetteville (XNA) | | • | | | | | 1 | |
| Filadelfia (PHL) | • | • | • | | | | 3 | |
| Flint (FNT) | • | • | | | | | 2 | |
| Fort Dodge (FOD) | • | | | | | | 1 | |
| Fort Lauderdale (FLL) | • | • | | • | | | 3 | |
| Fort Leonard Wood (TBD) | | | | | | Contour Airlines | 1 | |
| Fort Myers (RSW) | • | • | • | • | • | | 5 | |
| Fort Walton Beach (VPS) | | • | | | | | 1 | |
| Fort Wayne (FWA) | • | • | | | | | 2 | |
| Fresno (FAT) | • | | | | | | 1 | |
| Glacier Park (FCA) | • | • | | | | | 2 | |
| Grand Rapids (GRR) | • | • | | | | | 2 | |
| Great Falls (GTF) | • | | | | | | 1 | |
| Green Bay (GRB) | • | • | | | | | 2 | |
| Greensboro (GSO) | • | • | | | | | 2 | |
| Greenville (GSP) | • | • | | | | | 2 | |
| Gunnison (GUC) | • | | | | | | 1 | |
| Harlingen (HRL) | • | | | | | | 1 | |
| Harrisburg (MDT) | • | • | | | | | 2 | |
| Hartford (BDL) | • | • | | | | | 2 | |
| Hayden (HDN) | • | • | | | | | 2 | |
| Hilton Head (HHH) | • | • | | | | | 2 | |
| Honolulu (HNL) | • | • | | | | | 2 | |
| Houghton (CMX) | • | | | | | | 1 | |
| Houston (IAH) | • | • | • | • | | | 4 | |
| Huntsville (HSV) | • | • | | | | | 2 | |
| Hyannis (HAY) | | • | | | | | 1 | |
| Idaho Falls (IDA) | | • | | | | | 1 | |
| Indianápolis (IND) | • | • | | | | | 2 | |
| Ironwood (IWD) | | | | | | Denver Air Connection | 1 | |
| Jackson (MKL) | | | | | | Denver Air Connection | 1 | |
| Jackson Hole (JAC) | • | • | | | | | 2 | |
| Jacksonville (JAX) | • | • | | | | | 2 | |
| Joplin (JLN) | • | | | | | | 1 | |
| Kahului (OGG) | • | | | | | | 1 | |
| Kailua (KOA) | • | | | | | | 1 | |
| Kalamazoo (AZO) | | • | | | | | 1 | |
| Kansas City (MCI) | • | • | | | | | 2 | |
| Kirksville (IRK) | | | | | | Contour Airlines | 1 | |
| Knoxville (TYS) | • | • | | | | | 2 | |
| La Crosse (LSE) | | • | | | | | 1 | |
| Lansing (LAN) | | • | | | | | 1 | |
| Las Vegas (LAS) | • | • | • | • | • | | 5 | |
| Lewisburg (LWB) | | | | | | Contour Airlines | 1 | |
| Lexington (LEX) | • | • | | | | | 2 | |
| Lincoln (LNK) | • | | | | | | 1 | |
| Little Rock (LIT) | • | • | | | | | 2 | |
| Los Ángeles (LAX) | • | • | • | • | | | 4 | |
| Louisville (SDF) | • | • | | | | | 2 | |
| Madison (MSN) | • | • | | | | | 2 | |
| Mánchester (MHT) | | • | | | | | 1 | |
| Manhattan (MHK) | | • | | | | | 1 | |
| Manistee (MBL) | | | | | | Contour Airlines | 1 | |
| Marion (MWA) | | | | | | Contour Airlines | 1 | |
| Mason City (MCW) | • | | | | | | 1 | |
| Marquette (SAW) | | • | | | | | 1 | |
| Martha’s Vineyard (MVY) | | • | | | | | 1 | |
| Memphis (MEM) | • | • | | | | | 2 | |
| Miami (MIA) | • | • | | • | | | 3 | |
| Milwakee (MKE) | • | • | | | | | 2 | |
| Mineápolis (MSP) | • | • | | | | Delta Air Lines / Sun Country Airlines | 4 | |
| Missoula (MSO) | • | • | | | | | 2 | |
| Moline (MLI) | • | • | | | | | 2 | |
| Montrose (MTJ) | • | | | | | | 1 | |
| Morgantown (MGW) | • | | | | | | 1 | |
| Mosinee (CWA) | | • | | | | | 1 | |
| Muskegon (MKG) | | | | | | Denver Air Connection | 1 | |
| Myrtle Beach (MYR) | • | • | | • | | | 3 | |
| Nantucket (ACK) | • | • | | | | | 2 | |
| Nashville (BNA) | • | • | • | • | • | | 5 | |
| New Haven (HVN) | | | | | | Avelo Airlines | 1 | |
| Newark (EWR) | • | • | | • | | | 3 | |
| Norfolk (ORF) | • | • | | | | | 2 | |
| Nueva Orleans (MSY) | • | • | | • | | | 3 | |
| Nueva York (JFK) | | • | • | | | Delta Connection / JetBlue Airways | 4 | |
| Nueva York (LGA) | • | • | | • | | Delta Air Lines | 4 | |
| Oklahoma City (OKC) | • | • | | | | | 2 | |
| Omaha (OMA) | • | • | | | | | 2 | |
| Ontario (ONT) | • | | | | | | 1 | |
| Orange County (SNA) | • | • | | | | | 2 | |
| Orlando (MCO) | • | • | • | • | • | | 5 | |
| Owensboro (OWB) | | | | | | Contour Airlines | 1 | |
| Palm Springs (PSP) | • | • | | | | | 2 | |
| Panama City (ECP) | • | • | | | | | 2 | |
| Pellston (PLN) | • | | | | | | 1 | |
| Pensacola (PNS) | • | • | | | | | 2 | |
| Peoria (PIA) | • | • | | | | | 2 | |
| Pittsburgh (PIT) | • | • | | | | | 2 | |
| Phoenix (PHX) | • | • | • | • | • | | 5 | |
| Portland (PDX) | • | • | | | | Alaska Airlines | 3 | |
| Portland (PWM) | • | • | | | | | 2 | |
| Providence (PVD) | • | • | | | | | 2 | |
| Quincy (UIN) | | | | | | Southern Airways Express | 1 | |
| Raleigh (RDU) | • | • | | | | | 2 | |
| Rapid City (RAP) | • | • | | | | | 2 | |
| Reno (RNO) | • | • | | | | | 2 | |
| Rhinelander (RHI) | | • | | | | | 1 | |
| Richmond (RIC) | • | • | | | | | 2 | |
| Roanoke (ROA) | • | • | | | | | 2 | |
| Rochester (ROC) | • | • | | | | | 2 | |
| Rochester (RST) | | • | | | | | 1 | |
| Sacramento (SMF) | • | • | | | | | 2 | |
| Saginaw (MBS) | • | | | | | | 1 | |
| Salina (SLN) | • | | | | | | 1 | |
| Salt Lake City (SLC) | • | • | • | | | Delta Air Lines | 4 | |
| San Antonio (SAT) | • | • | | | | | 2 | |
| San Diego (SAN) | • | • | • | | | Alaska Airlines | 4 | |
| San Francisco (SFO) | • | • | | | | Alaska Airlines | 3 | |
| San José (SJC) | • | | | | | | 1 | |
| San Luis (STL) | • | • | | | | | 2 | |
| Santa Fe (SAF) | | • | | | | | 1 | |
| Sarasota (SRQ) | • | • | • | | | | 3 | |
| Sault Ste. Marie (CIU) | • | | | | | | 1 | |
| Savannah (SAV) | • | • | | | | | 2 | |
| Seattle (SEA) | • | • | | | | Alaska Airlines / Delta Air Lines | 4 | |
| Sioux City (SUX) | • | | | | | | 1 | |
| Sioux Falls (FSD) | • | • | | | | | 2 | |
| Siracusa (SYR) | • | • | | | | | 2 | |
| South Bend (SBN) | • | | | | | | 1 | |
| Spokane (GEG) | • | • | | | | | 2 | |
| Springfield (SGF) | • | • | | | | | 2 | |
| Springfield (SPI) | | • | | | | | 1 | |
| State College (SGE) | • | • | | | | | 2 | |
| Sun Valley (SUN) | • | • | | | | | 2 | |
| Tampa (TPA) | • | • | • | • | | | 4 | |
| Toledo (TOL) | | • | | | | | 1 | |
| Traverse City (TVC) | • | • | | | | | 2 | |
| Tucson (TUS) | • | • | | | | | 2 | |
| Tulsa (TUL) | • | • | | | | | 2 | |
| Washington (IAD1 | • | | | | | | 1 | |
| Washington (DCA) | • | • | | | | | 2 | |
| Waterloo (ALO) | | • | | | | | 1 | |
| Watertown (ATY) | • | | | | | | 1 | |
| West Lafayette (LAF) | • | | | | | Southern Airways Express | 2 | |
| West Palm Beach (PBI) | • | • | • | | | | 3 | |
| White Plains (HPN) | | • | | | | | 1 | |
| Wichita (ICT) | • | • | | | | | 2 | |
| Wilkes-Barre (AVP) | • | • | | | | | 2 | |
| Wilmington (ILM) | • | • | | | | | 2 | |
| Total | 152 | 145 | 20 | 16 | 9 | 32 | 191 | |

### Destinos internacionales
Se ofrece servicio a 77 destinos internacionales (23 estacionales), a cargo de 43 aerolíneas.
| Ciudades por países                                                            | Nombre del aeropuerto                                  | Aerolíneas |        |        |        |
| África                                                                         | África                                                 | África | África | África | África |
| ------------------------------------------------------------------------------ | ------------------------------------------------------ | --- | ------ | ------ | ------ |
| Etiopía (1 destino, 1 aerolínea)                                               |                                                        | |        |        |        |
| Adís Abeba                                                                     | Aeropuerto Internacional Bole                          | Ethiopian Airlines |        |        |        |
| Norteamérica                                                                   |                                                        | |        |        |        |
| Canadá (9 destinos [3 estacionales], 6 aerolíneas)                             |                                                        | |        |        |        |
| Calgary                                                                        | Aeropuerto Internacional de Calgary                    | American Airlines (Estacional) / American Eagle (Estacional) / United Airlines / United Express / WestJet (Estacional)               |        |        |        |
| Edmonton                                                                       | Aeropuerto Internacional de Edmonton                   | United Airlines (Estacional) / WestJet (Estacional)                                                                                  |        |        |        |
| Halifax                                                                        | Aeropuerto Internacional de Halifax-Stanfield          | American Eagle (Estacional) / United Express (Estacional)                                                                            |        |        |        |
| Montreal                                                                       | Aeropuerto Internacional Pierre Elliott Trudeau        | Air Canada / Air Canada Express / American Eagle (Estacional) / United Airlines (Estacional) / United Express                        |        |        |        |
| Ottawa                                                                         | Aeropuerto Internacional de Ottawa                     | United Express |        |        |        |
| Quebec                                                                         | Aeropuerto Internacional Jean-Lesage de Quebec         | American Eagle (Estacional) / United Express (Estacional)                                                                            |        |        |        |
| Toronto                                                                        | Aeropuerto Internacional Toronto Pearson               | Air Canada / Air Canada Express / American Eagle / United Airlines / United Express                                                  |        |        |        |
| Vancouver                                                                      | Aeropuerto Internacional de Vancouver                  | Air Canada / American Airlines (Estacional) / United Airlines                                                                        |        |        |        |
| Winnipeg                                                                       | Aeropuerto Internacional James Armstrong Richardson    | United Express |        |        |        |
| México (13 destinos [2 estacionales], 8 aerolíneas)                            |                                                        | |        |        |        |
| Cancún                                                                         | Aeropuerto Internacional de Cancún                     | American Airlines / Frontier Airlines / Southwest Airlines / Spirit Airlines / United Airlines                                       |        |        |        |
| Ciudad de México                                                               | Aeropuerto Internacional de la Ciudad de México        | Aeroméxico / American Airlines (reinicia el 26 de octubre de 2025) / United Airlines / Viva / Volaris                                |        |        |        |
| Ciudad de México                                                               | Aeropuerto Internacional Felipe Ángeles                | Viva (inicia el 13 de noviembre de 2025)                                                                                             |        |        |        |
| Cozumel                                                                        | Aeropuerto Internacional de Cozumel                    | American Airlines (Estacional) / United Airlines (Estacional)                                                                        |        |        |        |
| Guadalajara                                                                    | Aeropuerto Internacional de Guadalajara                | Aeroméxico / Viva / Volaris |        |        |        |
| Ixtapa Zihuatanejo                                                             | Aeropuerto Internacional de Ixtapa-Zihuatanejo         | United Airlines (Estacional) |        |        |        |
| León                                                                           | Aeropuerto Internacional del Bajío                     | Viva / Volaris |        |        |        |
| Monterrey                                                                      | Aeropuerto Internacional de Monterrey                  | United Express / Viva |        |        |        |
| Morelia                                                                        | Aeropuerto Internacional General Francisco J. Múgica   | Viva / Volaris |        |        |        |
| Puerto Vallarta                                                                | Aeropuerto Internacional de Puerto Vallarta            | American Airlines (Estacional) / United Airlines                                                                                     |        |        |        |
| Querétaro                                                                      | Aeropuerto Intercontinental de Querétaro               | American Airlines (Estacional) (inicia el 12 de diciembre de 2025) / Volaris                                                         |        |        |        |
| San José del Cabo                                                              | Aeropuerto Internacional de Los Cabos                  | American Airlines / United Airlines                                                                                                  |        |        |        |
| Tulum                                                                          | Aeropuerto Internacional de Tulum                      | United Airlines |        |        |        |
| Centroamérica y El Caribe                                                      |                                                        | |        |        |        |
| Aruba (1 destino, 2 aerolíneas)                                                |                                                        | |        |        |        |
| Aruba                                                                          | Aeropuerto Internacional Reina Beatrix                 | American Airlines (Estacional) / United Airlines                                                                                     |        |        |        |
| Bahamas (1 destino [estacional], 2 aerolíneas)                                 |                                                        | |        |        |        |
| Nasáu                                                                          | Aeropuerto Internacional Lynden Pindling               | American Airlines (Estacional) / United Airlines (Estacional)                                                                        |        |        |        |
| Belice (1 destino [estacional], 1 aerolínea)                                   |                                                        | |        |        |        |
| Ciudad de Belice                                                               | Aeropuerto Internacional Philip S. W. Goldson          | United Airlines (Estacional) |        |        |        |
| Costa Rica (2 destinos [estacionales], 3 aerolíneas)                           |                                                        | |        |        |        |
| Liberia                                                                        | Aeropuerto de Guanacaste                               | American Airlines (Estacional) / United Airlines (Estacional)                                                                        |        |        |        |
| San José                                                                       | Aeropuerto Internacional Juan Santamaría               | American Airlines (Estacional) (reinicia el 2 de noviembre de 2025) / Avianca Costa Rica (Estacional) / United Airlines (Estacional) |        |        |        |
| Curazao (1 destino [estacional], 1 aerolínea)                                  |                                                        | |        |        |        |
| Willemstad                                                                     | Aeropuerto Internacional Hato                          | American Airlines (Estacional) (inicia el 6 de diciembre de 2025)                                                                    |        |        |        |
| El Salvador (1 destino [estacional], 1 aerolínea)                              |                                                        | |        |        |        |
| San Salvador                                                                   | Aeropuerto Internacional de El Salvador                | Avianca El Salvador (Estacional) |        |        |        |
| Guatemala (1 destino, 3 aerolíneas)                                            |                                                        | |        |        |        |
| Ciudad de Guatemala                                                            | Aeropuerto Internacional La Aurora                     | American Airlines (Estacional) (reinicia el 6 de noviembre de 2025) / Avianca Costa Rica (Estacional) / United Airlines              |        |        |        |
| Islas Caimán (1 destino [estacional], 2 aerolíneas)                            |                                                        | |        |        |        |
| Gran Caimán                                                                    | Aeropuerto Internacional Owen Roberts                  | American Airlines (Estacional) / United Airlines (Estacional)                                                                        |        |        |        |
| Islas Turcas y Caicos (1 destino [estacional], 2 aerolíneas)                   |                                                        | |        |        |        |
| Providenciales                                                                 | Aeropuerto Internacional de Providenciales             | American Airlines (Estacional) / United Airlines (Estacional)                                                                        |        |        |        |
| Islas Vírgenes de los Estados Unidos (2 destinos [estacionales], 2 aerolíneas) |                                                        | |        |        |        |
| Santa Cruz                                                                     | Aeropuerto Internacional Henry E. Rohlsen              | American Airlines (Estacional) (inicia el 6 de diciembre de 2025)                                                                    |        |        |        |
| Santo Tomás                                                                    | Aeropuerto Internacional Cyril E. King                 | American Airlines (Estacional) / United Airlines (Estacional)                                                                        |        |        |        |
| Jamaica (1 destino, 2 aerolíneas)                                              |                                                        | |        |        |        |
| Montego Bay                                                                    | Aeropuerto Internacional Sir Donald Sangster           | American Airlines / United Airlines                                                                                                  |        |        |        |
| Panamá (1 destino, 1 aerolínea)                                                |                                                        | |        |        |        |
| Panamá                                                                         | Aeropuerto Internacional de Tocumen                    | Copa Airlines |        |        |        |
| Puerto Rico (1 destino, 3 aerolíneas)                                          |                                                        | |        |        |        |
| San Juan                                                                       | Aeropuerto Internacional Luis Muñoz Marín              | American Airlines / Spirit Airlines / United Airlines                                                                                |        |        |        |
| Santa Lucía (1 destino [estacional], 1 aerolínea)                              |                                                        | |        |        |        |
| Santa Lucía                                                                    | Aeropuerto Internacional Hewanorra                     | United Airlines (Estacional) |        |        |        |
| República Dominicana (1 destino, 4 aerolíneas)                                 |                                                        | |        |        |        |
| Punta Cana                                                                     | Aeropuerto Internacional de Punta Cana                 | American Airlines / Arajet (inicia el 15 de noviembre de 2025) / Frontier Airlines / United Airlines                                 |        |        |        |
| San Martín (1 destino [estacional], 2 aerolíneas)                              |                                                        | |        |        |        |
| San Martín                                                                     | Aeropuerto Internacional Princesa Juliana              | American Airlines (Estacional) (inicia el 8 de noviembre de 2025) / United Airlines (Estacional)                                     |        |        |        |
| Sudamérica                                                                     |                                                        | |        |        |        |
| Brasil (1 destino, 1 aerolínea)                                                |                                                        | |        |        |        |
| São Paulo                                                                      | Aeropuerto Internacional de São Paulo-Guarulhos        | United Airlines |        |        |        |
| Colombia (1 destino, 1 aerolínea)                                              |                                                        | |        |        |        |
| Bogotá                                                                         | Aeropuerto Internacional El Dorado                     | Avianca |        |        |        |
| Asia                                                                           |                                                        | |        |        |        |
| Corea del Sur (1 destino, 1 aerolínea)                                         |                                                        | |        |        |        |
| Seúl                                                                           | Aeropuerto Internacional de Incheon                    | Korean Air |        |        |        |
| EAU (2 destinos, 2 aerolíneas)                                                 |                                                        | |        |        |        |
| Abu Dabi                                                                       | Aeropuerto Internacional de Abu Dabi                   | Etihad Airways |        |        |        |
| Dubái                                                                          | Aeropuerto Internacional de Dubái                      | Emirates |        |        |        |
| Hong Kong (1 destino, 1 aerolínea)                                             |                                                        | |        |        |        |
| Hong Kong                                                                      | Aeropuerto Internacional de Hong Kong                  | Cathay Pacific |        |        |        |
| India (1 destino, 1 aerolínea)                                                 |                                                        | |        |        |        |
| Nueva Delhi                                                                    | Aeropuerto Internacional Indira Gandhi                 | Air India |        |        |        |
| Israel (1 destino, 1 aerolínea)                                                |                                                        | |        |        |        |
| Tel Aviv                                                                       | Aeropuerto Internacional Ben Gurión                    | United Airlines |        |        |        |
| Japón (2 destinos, 3 aerolíneas)                                               |                                                        | |        |        |        |
| Tokio                                                                          | Aeropuerto Internacional de Narita                     | All Nippon Airways / Japan Airlines                                                                                                  |        |        |        |
| Tokio                                                                          | Aeropuerto Internacional de Haneda                     | All Nippon Airways / Japan Airlines / United Airlines                                                                                |        |        |        |
| Jordania (1 destino, 1 aerolínea)                                              |                                                        | |        |        |        |
| Amán                                                                           | Aeropuerto Internacional Reina Alia                    | Royal Jordanian |        |        |        |
| Catar (1 destino, 1 aerolínea)                                                 |                                                        | |        |        |        |
| Doha                                                                           | Aeropuerto Internacional Hamad                         | Qatar Airways |        |        |        |
| República de China (1 destino, 1 aerolínea)                                    |                                                        | |        |        |        |
| Taipéi                                                                         | Aeropuerto Internacional de Taiwán Taoyuan             | EVA Air |        |        |        |
| Europa                                                                         |                                                        | |        |        |        |
| Alemania (2 destinos, 2 aerolíneas)                                            |                                                        | |        |        |        |
| Fráncfort                                                                      | Aeropuerto de Fráncfort del Meno                       | Lufthansa / United Airlines |        |        |        |
| Múnich                                                                         | Aeropuerto Internacional de Múnich-Franz Josef Strauss | Lufthansa / United Airlines |        |        |        |
| Austria (1 destino, 1 aerolínea)                                               |                                                        | |        |        |        |
| Viena                                                                          | Aeropuerto de Viena-Schwechat                          | Austrian Airlines |        |        |        |
| Bélgica (1 destino, 1 aerolínea)                                               |                                                        | |        |        |        |
| Bruselas                                                                       | Aeropuerto de Bruselas                                 | United Airlines |        |        |        |
| Dinamarca (1 destino, 1 aerolínea)                                             |                                                        | |        |        |        |
| Copenhague                                                                     | Aeropuerto de Copenhague-Kastrup                       | Scandinavian Airlines System |        |        |        |
| España (2 destinos [1 estacional], 3 aerolíneas)                               |                                                        | |        |        |        |
| Barcelona                                                                      | Aeropuerto Josep Tarradellas Barcelona-El Prat         | American Airlines (Estacional) / United Airlines (Estacional)                                                                        |        |        |        |
| Madrid                                                                         | Aeropuerto Adolfo Suárez Madrid-Barajas                | American Airlines (Estacional) / Iberia                                                                                              |        |        |        |
| Finlandia (1 destino [estacional], 1 aerolínea)                                |                                                        | |        |        |        |
| Helsinki                                                                       | Aeropuerto de Helsinki-Vantaa                          | Finnair (Estacional) |        |        |        |
| Francia (1 destino, 3 aerolíneas)                                              |                                                        | |        |        |        |
| París                                                                          | Aeropuerto de París-Charles de Gaulle                  | Air France / American Airlines (Estacional) / United Airlines                                                                        |        |        |        |
| Grecia (1 destino [estacional], 2 aerolíneas)                                  |                                                        | |        |        |        |
| Atenas                                                                         | Aeropuerto Internacional Eleftherios Venizelos         | American Airlines (Estacional) / United Airlines (Estacional)                                                                        |        |        |        |
| Irlanda (2 destinos [estacionales], 3 aerolíneas)                              |                                                        | |        |        |        |
| Dublín                                                                         | Aeropuerto de Dublín                                   | Aer Lingus / American Airlines (Estacional) / United Airlines (Estacional)                                                           |        |        |        |
| Shannon                                                                        | Aeropuerto Internacional de Shannon                    | United Airlines (Estacional) |        |        |        |
| Islandia (1 destino, 2 aerolíneas)                                             |                                                        | |        |        |        |
| Reikiavik                                                                      | Aeropuerto Internacional de Keflavík                   | Icelandair / United Airlines (Estacional)                                                                                            |        |        |        |
| Italia (3 destinos [estacionales], 3 aerolíneas)                               |                                                        | |        |        |        |
| Milán                                                                          | Aeropuerto de Milán-Malpensa                           | United Airlines (Estacional) |        |        |        |
| Nápoles                                                                        | Aeropuerto de Nápoles-Capodichino                      | American Airlines (Estacional) |        |        |        |
| Roma                                                                           | Aeropuerto de Roma-Fiumicino                           | American Airlines (Estacional) / ITA Airways (Estacional) / United Airlines (Estacional)                                             |        |        |        |
| Países Bajos (1 destino, 2 aerolíneas)                                         |                                                        | |        |        |        |
| Ámsterdam                                                                      | Aeropuerto de Ámsterdam-Schiphol                       | KLM / United Airlines |        |        |        |
| Polonia (2 destinos, 1 aerolínea)                                              |                                                        | |        |        |        |
| Cracovia                                                                       | Aeropuerto de Cracovia-Juan Pablo II                   | LOT Polish Airlines |        |        |        |
| Varsovia                                                                       | Aeropuerto de Varsovia-Chopin                          | LOT Polish Airlines |        |        |        |
| Portugal (1 destino, 1 aerolínea)                                              |                                                        | |        |        |        |
| Lisboa                                                                         | Aeropuerto de Lisboa                                   | TAP Air Portugal |        |        |        |
| Reino Unido (2 destinos [1 estacional], 3 aerolíneas)                          |                                                        | |        |        |        |
| Edimburgo                                                                      | Aeropuerto de Edimburgo                                | United Airlines (Estacional) |        |        |        |
| Londres                                                                        | Aeropuerto de Londres-Heathrow                         | American Airlines / British Airways / United Airlines                                                                                |        |        |        |
| Serbia (1 destino, 1 aerolínea)                                                |                                                        | |        |        |        |
| Belgrado                                                                       | Aeropuerto de Belgrado-Nikola Tesla                    | Air Serbia |        |        |        |
| Suiza (1 destino, 2 aerolíneas)                                                |                                                        | |        |        |        |
| Zúrich                                                                         | Aeropuerto Internacional de Zúrich                     | Swiss International Airlines / United Airlines                                                                                       |        |        |        |
| Turquía (1 destino, 1 aerolínea)                                               |                                                        | |        |        |        |
| Estambul                                                                       | Aeropuerto de Estambul                                 | Turkish Airlines |        |        |        |
| Total: 77 destinos (23 estacionales), 47 países, 43 aerolíneas                 |                                                        | |        |        |        |

## Estadísticas

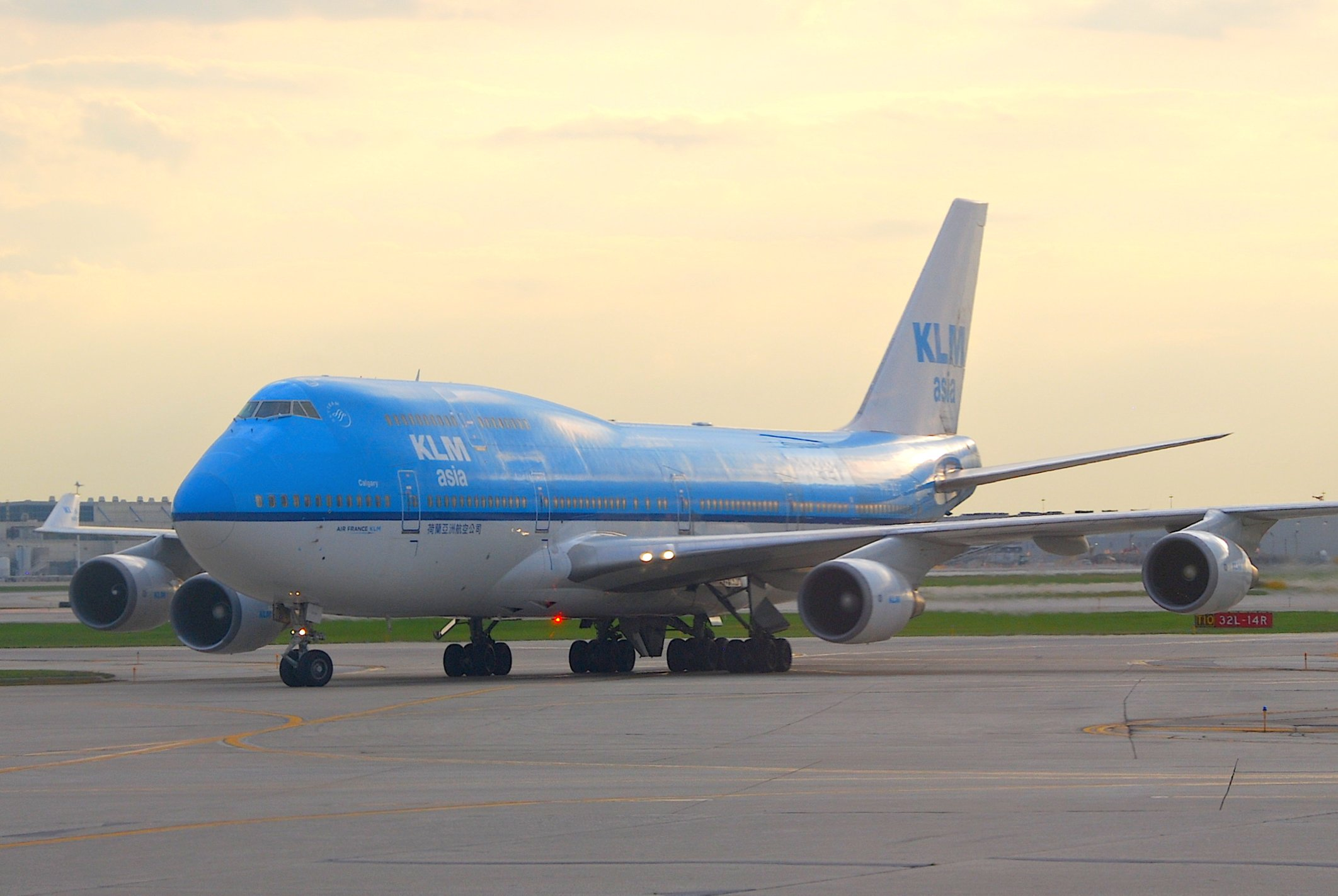
Un Boeing 747-400 de KLM Asia rodando.

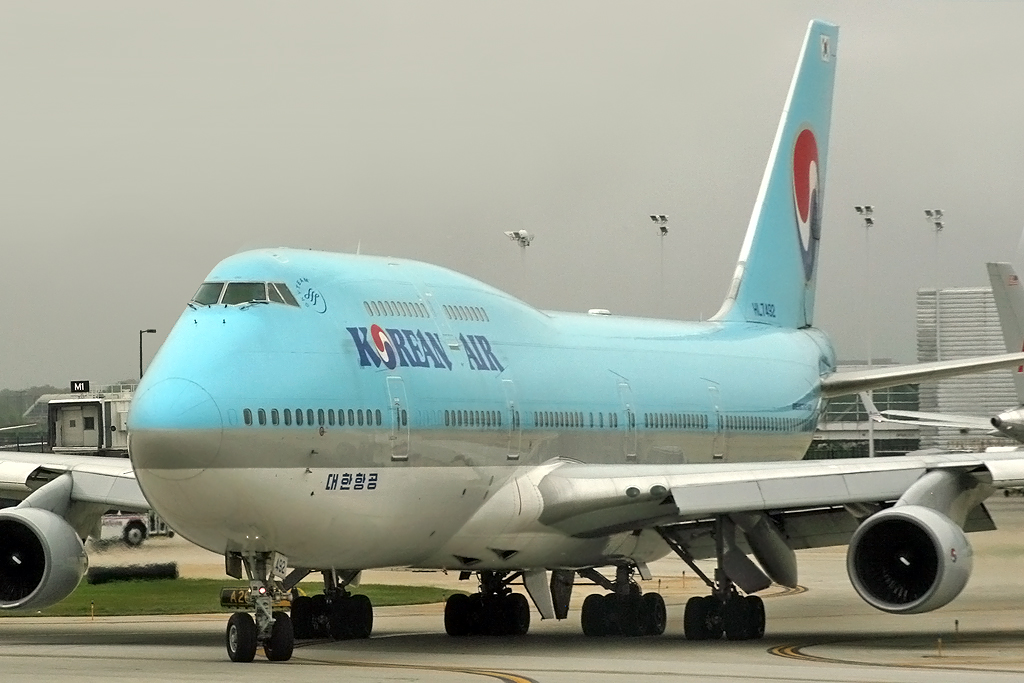
Un Boeing 747-400 de Korean Air rodando.

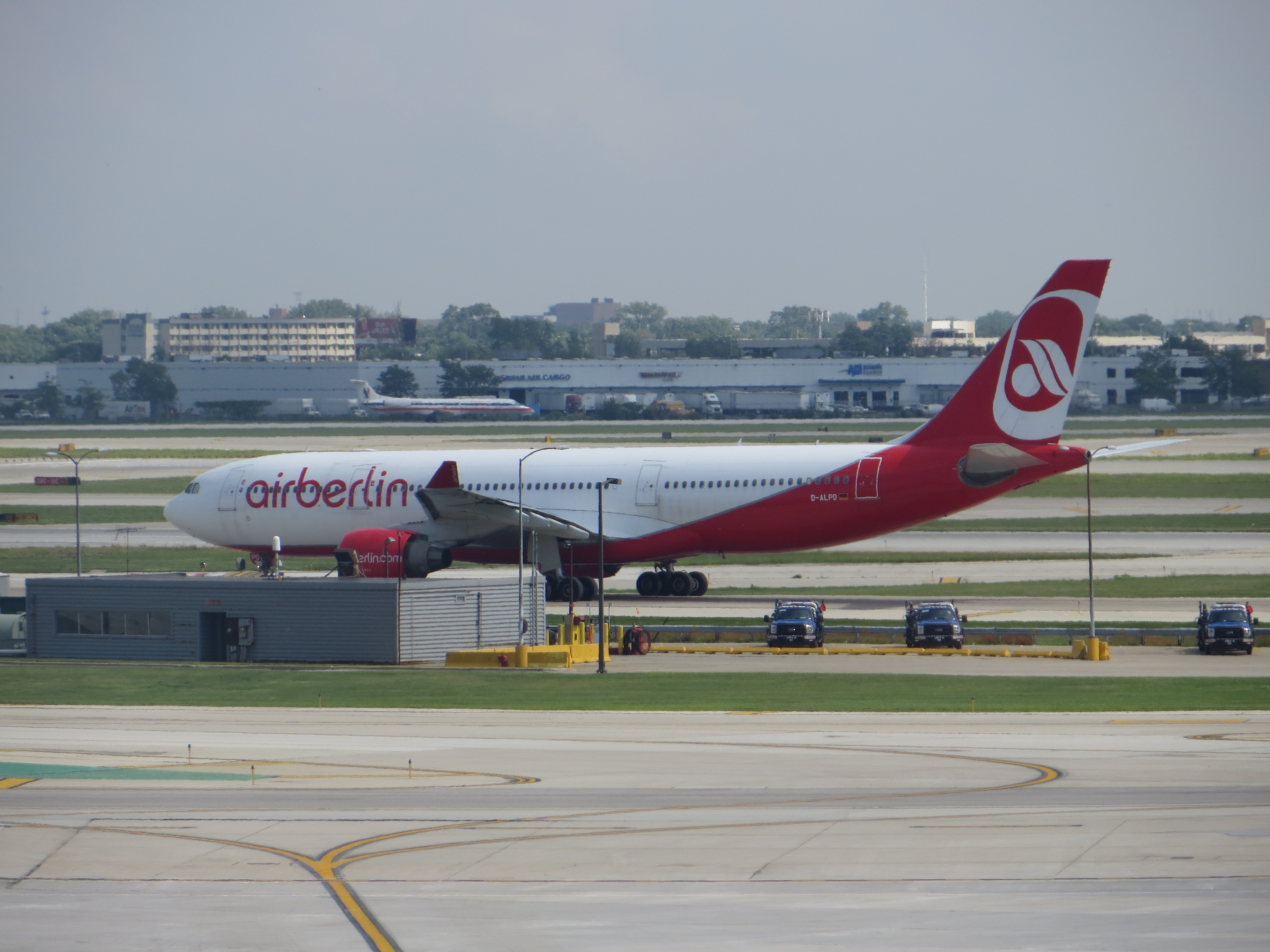
Un Airbus A330-200 de Air Berlin rodando.

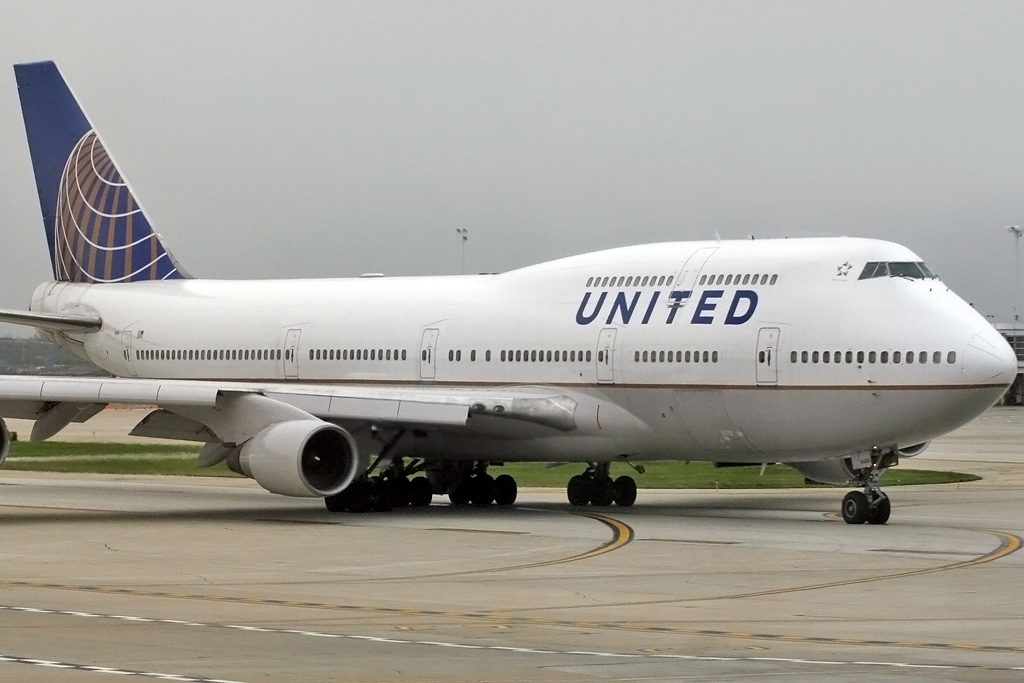
Un Boeing 747-400 de United Airlines rodando.

### Rutas más transitadas
| Número | Ciudad                    | Pasajeros | Aerolínea                                                                              |
| ------ | ------------------------- | --------- | -------------------------------------------------------------------------------------- |
| 1      | Nueva York, Nueva York    | 1,315,000 | American Airlines, Delta Air Lines, Spirit Airlines, United Airlines, United Express   |
| 2      | Los Ángeles, California   | 1,171,000 | Alaska Airlines, American Airlines, Spirit Airlines, United Airlines                   |
| 3      | Denver, Colorado          | 1,046,000 | American Airlines, Frontier Airlines, Spirit Airlines, United Airlines                 |
| 4      | Dallas, Texas             | 953,000   | American Airlines, Spirit Airlines, United Airlines, United Express                    |
| 5      | San Francisco, California | 932,000   | Alaska Airlines, American Airlines, United Airlines                                    |
| 6      | Phoenix, Arizona          | 898,000   | American Airlines, Frontier Airlines, Spirit Airlines, United Airlines                 |
| 7      | Newark, Nueva Jersey      | 852,000   | American Airlines, American Eagle, United Airlines                                     |
| 8      | Boston, Massachusetts     | 845,000   | American Airlines, Delta Air Lines, Delta Connection, JetBlue Airways, United Airlines |
| 9      | Orlando, Florida          | 813,000   | American Airlines, Frontier Airlines, Spirit Airlines, United Airlines                 |
| 10     | Las Vegas, Nevada         | 812,000   | American Airlines, Frontier Airlines, Spirit Airlines, United Airlines                 |

| Número | Ciudad                   | Pasajeros | Aerolínea                                                                                  |
| ------ | ------------------------ | --------- | ------------------------------------------------------------------------------------------ |
| 1      | Londres, Reino Unido     | 1,008,885 | American Airlines, British Airways, United Airlines                                        |
| 2      | Cancún, México           | 862,563   | American Airlines, Frontier Airlines, Southwest Airlines, Spirit Airlines, United Airlines |
| 3      | Toronto, Canadá          | 704,364   | Air Canada Express, American Eagle, United Airlines, United Express                        |
| 4      | Ciudad de México, México | 667,260   | Aeroméxico, United Airlines, Viva, Volaris                                                 |
| 5      | Fráncfort, Alemania      | 586,239   | Lufthansa, United Airlines                                                                 |
| 6      | París, Francia           | 438,682   | Air France, American Airlines, United Airlines                                             |
| 7      | Dublín, Irlanda          | 411,649   | Aer Lingus, American Airlines, United Airlines                                             |
| 8      | Tokio, Japón             | 396,394   | All Nippon Airways, Japan Airlines, United Airlines                                        |
| 9      | Estambul, Turquía        | 386,478   | Turkish Airlines                                                                           |
| 10     | Múnich, Alemania         | 378,187   | Lufthansa, United Airlines                                                                 |

### Tráfico anual
| Año  | Volumen de pasajeros | Cambio respecto al año anterior | Operaciones aéreas | Toneladas de carga |
| ---- | -------------------- | ------------------------------- | ------------------ | ------------------ |
| 2000 | 72,144,244           | 00.64%                          | 908,989            | 1,640,524          |
| 2001 | 67,448,064           | 06.51%                          | 911,917            | 1,413,834          |
| 2002 | 66,565,952           | 01.31%                          | 922,817            | 1,436,386          |
| 2003 | 69,508,672           | 04.40%                          | 928,691            | 1,601,736          |
| 2004 | 75,533,822           | 08.67%                          | 992,427            | 1,685,808          |
| 2005 | 76,581,146           | 01.38%                          | 972,248            | 1,701,446          |
| 2006 | 76,282,212           | 00.30%                          | 958,643            | 1,718,011          |
| 2007 | 76,182,025           | 00.15%                          | 926,973            | 1,690,742          |
| 2008 | 70,819,015           | 07.03%                          | 881,566            | 1,480,847          |
| 2009 | 64,397,782           | 09.07%                          | 827,899            | 1,198,426          |
| 2010 | 67,026,191           | 03.83%                          | 882,617            | 1,577,048          |
| 2011 | 66,790,996           | 00.35%                          | 878,798            | 1,505,218          |
| 2012 | 66,834,931           | 00.04%                          | 878,108            | 1,443,569          |
| 2013 | 66,909,638           | 00.12%                          | 883,287            | 1,434,377          |
| 2014 | 70,075,204           | 04.45%                          | 881,933            | 1,578,330          |
| 2015 | 76,949,336           | 09.81%                          | 875,136            | 1,742,501          |
| 2016 | 77,960,588           | 01.31%                          | 867,635            | 1,726,362          |
| 2017 | 79,828,183           | 02.40%                          | 867,049            | 1,950,137          |
| 2018 | 83,339,186           | 04.40%                          | 903,747            | 1,868,880          |
| 2019 | 84,649,115           | 01.69%                          | 919,704            | 1,788,001          |
| 2020 | 30,860,251           | 063.54%                         | 538,211            | 2,052,025          |
| 2021 | 54,020,399           | 075.06%                         | 684,201            | 2,536,576          |
| 2022 | 68,340,619           | 026.50%                         | 711,561            | 2,235,709          |
| 2023 | 73,894,226           | 08.13%                          | 720,582            | 1,906,463          |
| 2024 | 80,043,050           | 08.56%                          | 776,036            | 2,074,006          |

## Aeropuertos cercanos
Los aeropuertos más cercanos son:
- Aeropuerto Internacional Midway (25 km)
- Aeropuerto Internacional General Mitchell (108 km)
- Aeropuerto Regional de South Bend (135 km)
- Aeropuerto Regional del Condado de Dane (171 km)
- Aeropuerto Regional Central Illinois (187km)